# 訃報 2023年1月
訃報 2023年1月（ふほう 2023ねん1がつ）では、2023年1月に物故した、または物故が報じられた人物についてまとめる。

## 1日 - 15日

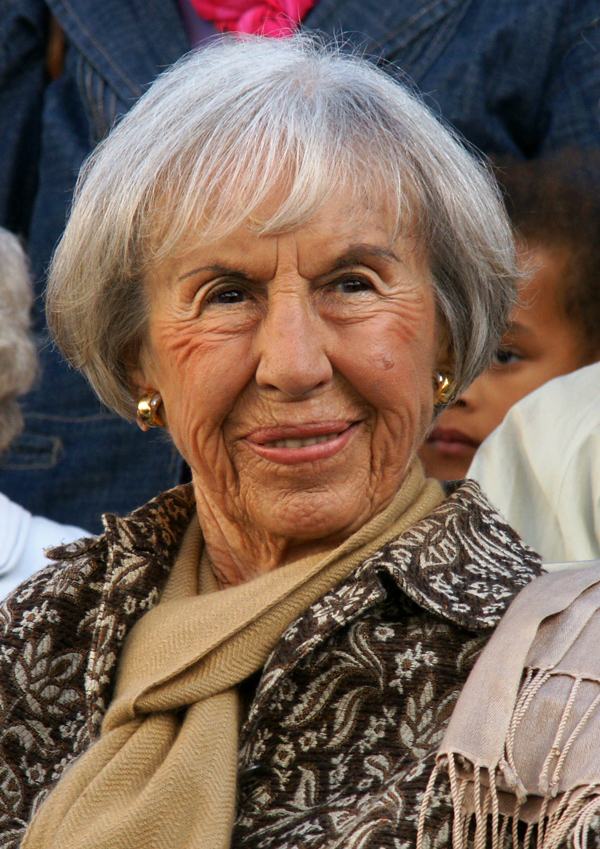
リーズ・ノルガード／1月1日没

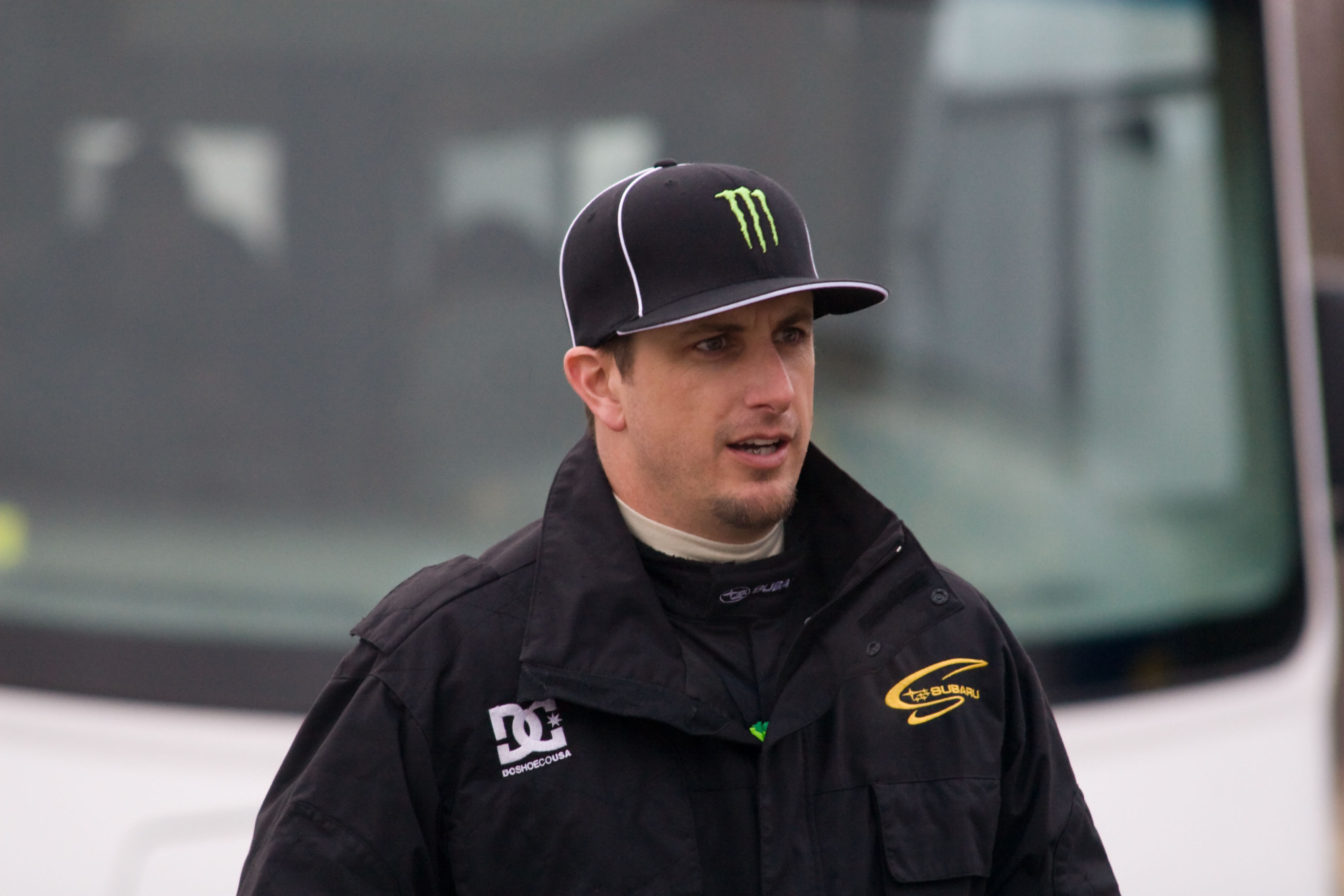
ケン・ブロック／1月2日没

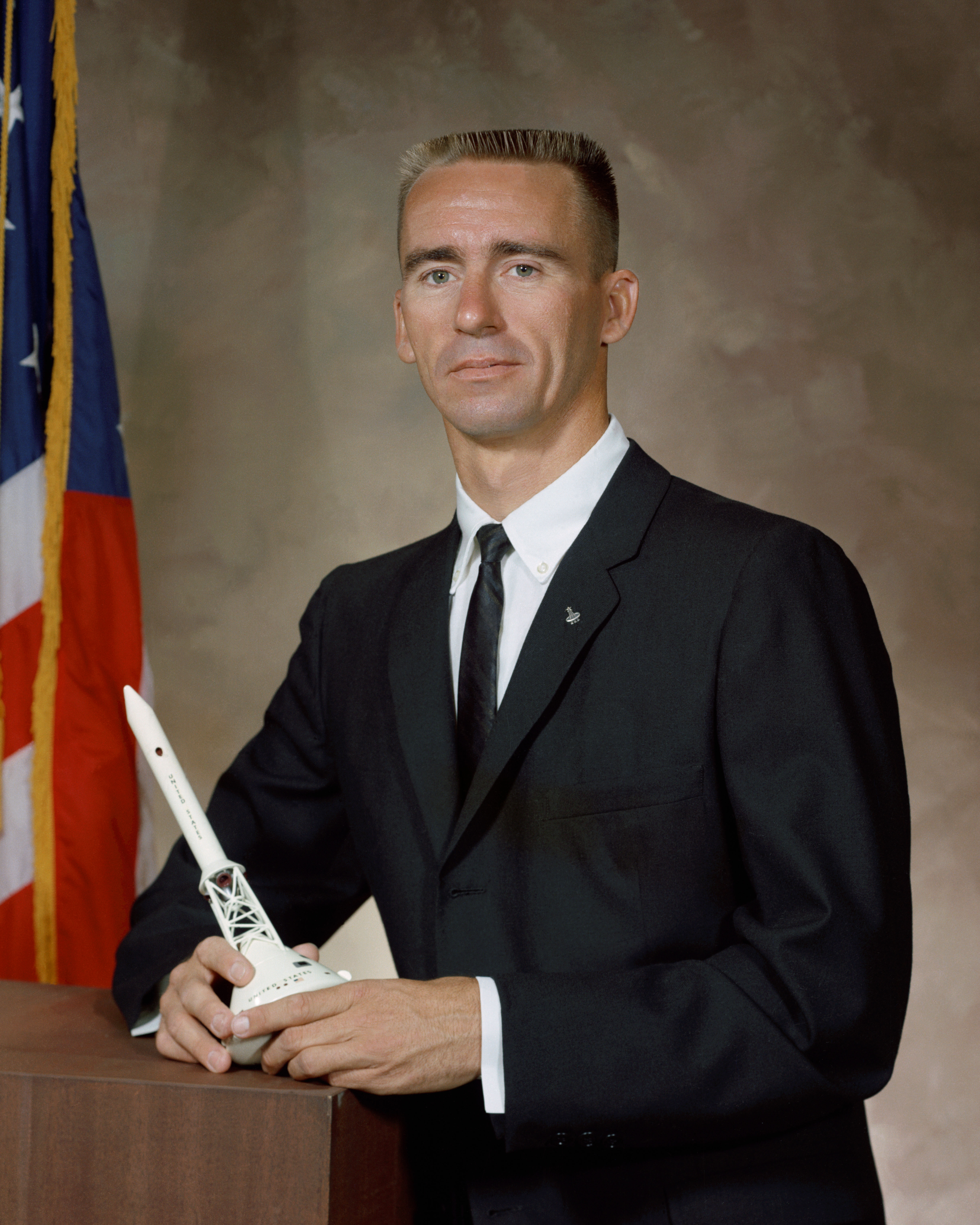
ウォルター・カニンガム／1月3日没

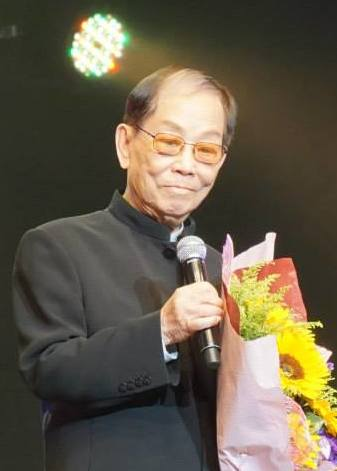
ジョセフ・クー／1月3日没

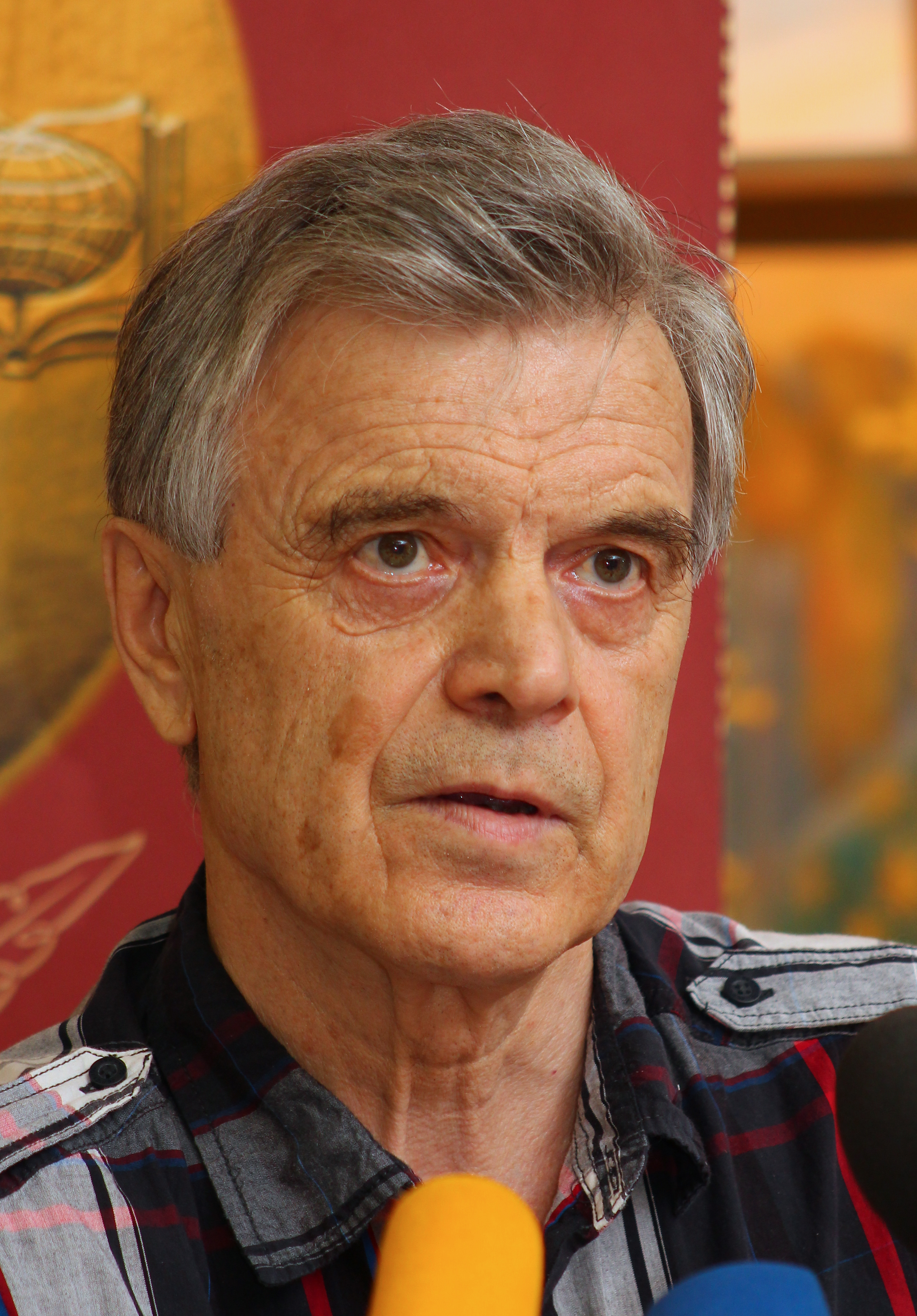
ルスラン・ハズブラートフ／1月3日没

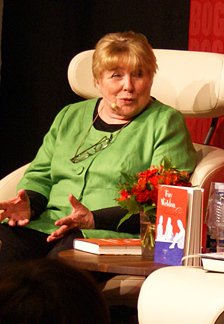
フェイ・ウェルドン／1月4日没

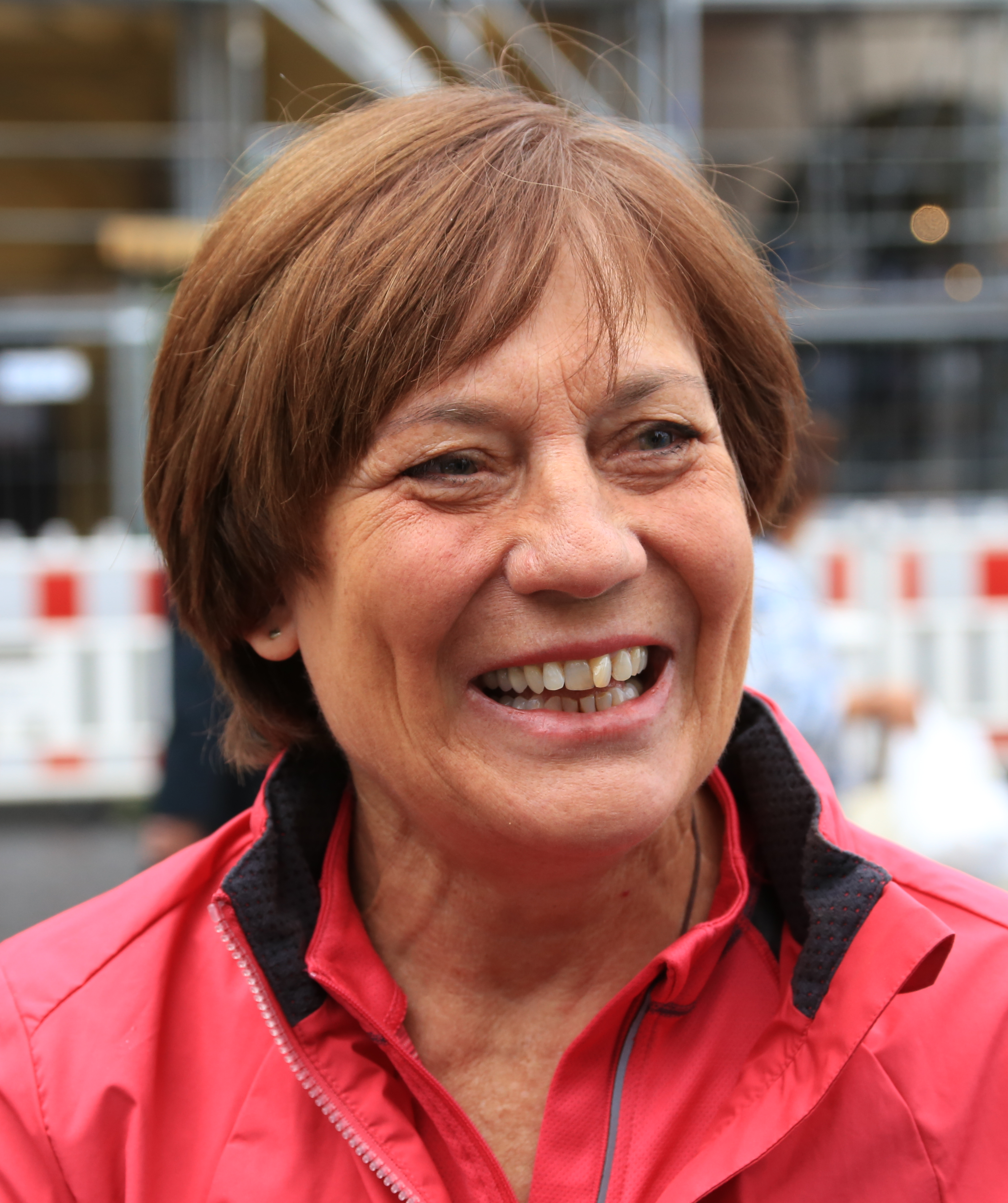
ロジー・ミッターマイヤー／1月4日没

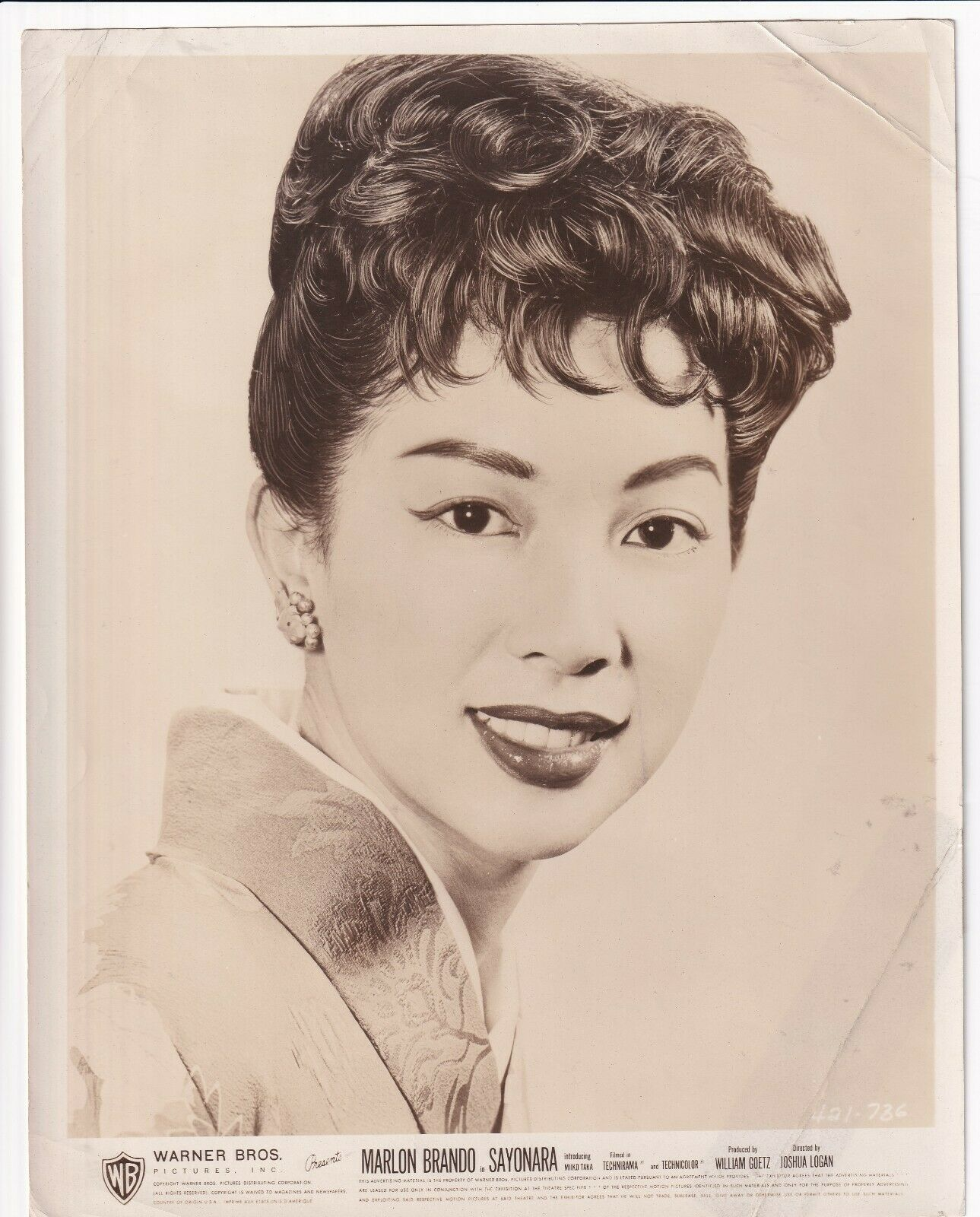
高美以子／1月4日没（訃報発表日）

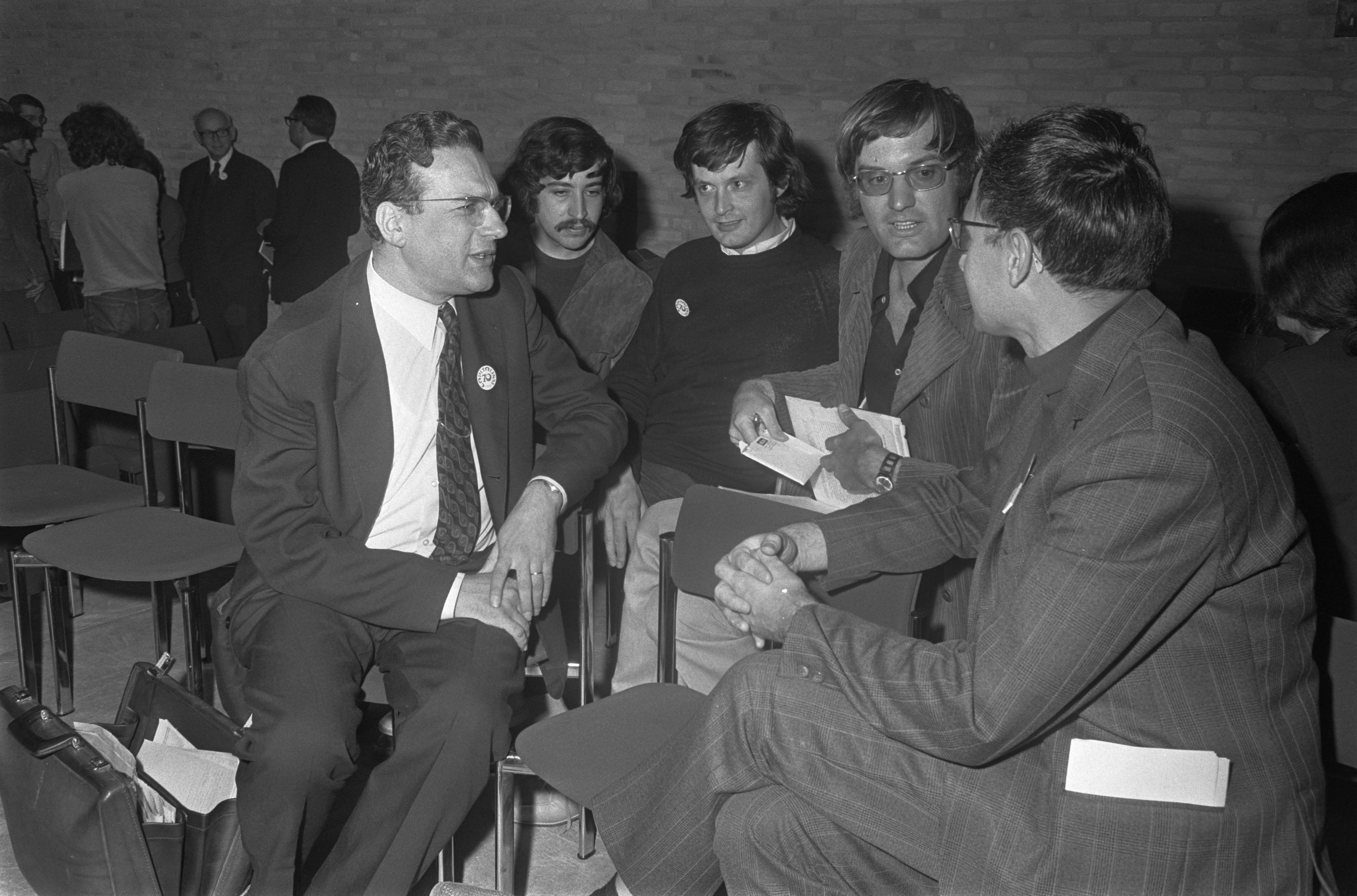
ハーバート・ギンタス（左から2番目）／1月5日没

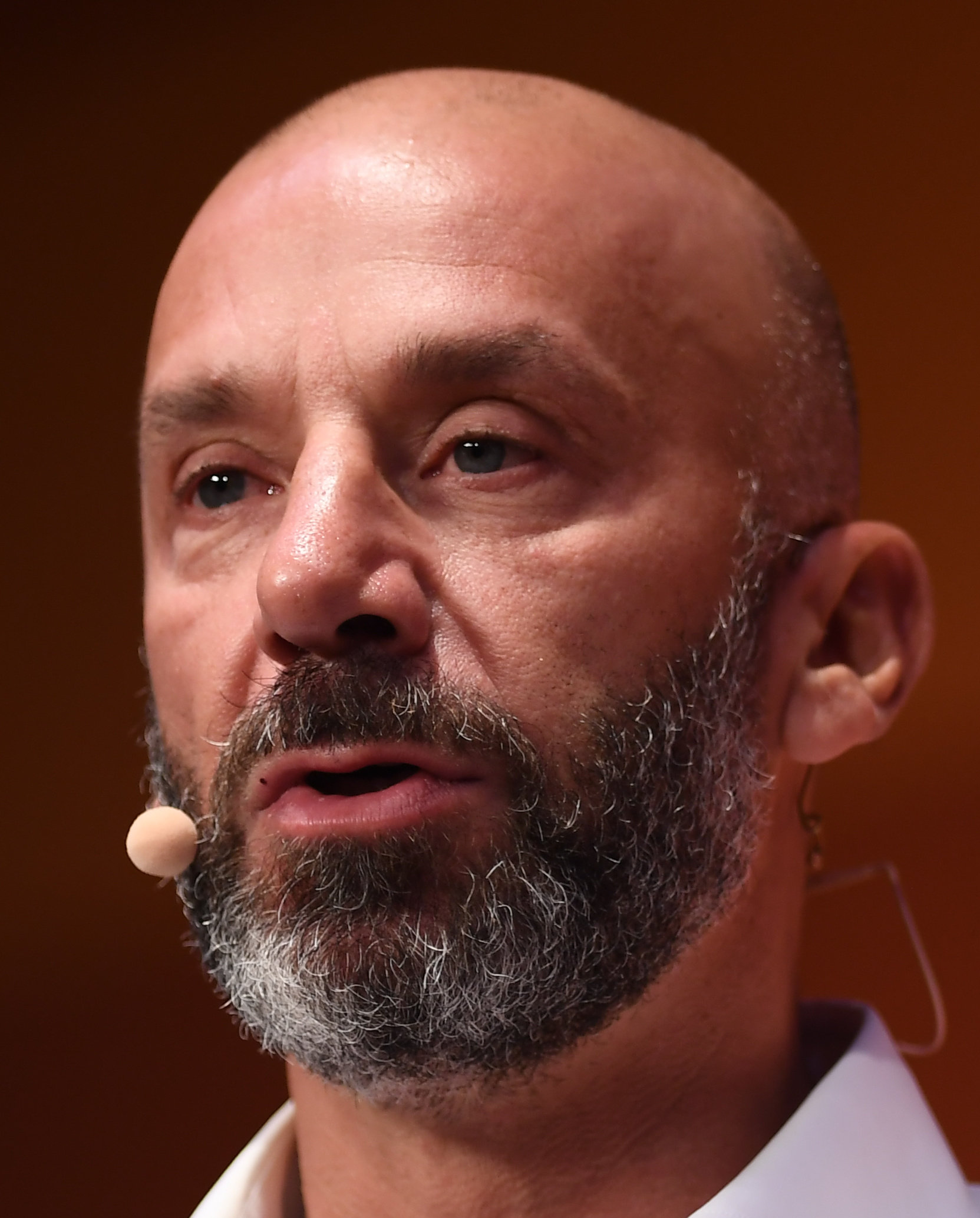
ジャンルカ・ヴィアッリ／1月6日没

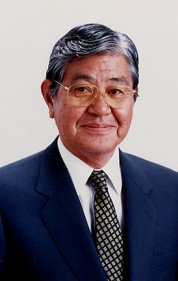
飯田亮／1月7日没

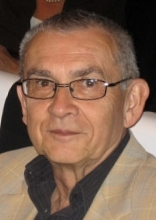
ユーリ・マニン／1月7日没

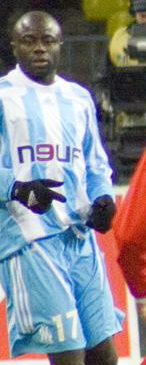
モデスト・エムバミ／1月7日没

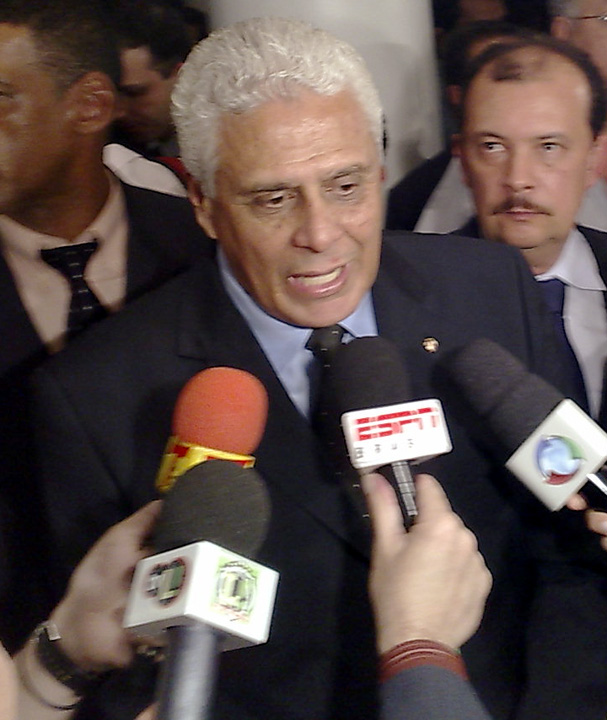
ロベルト・ディナミッチ／1月8日没

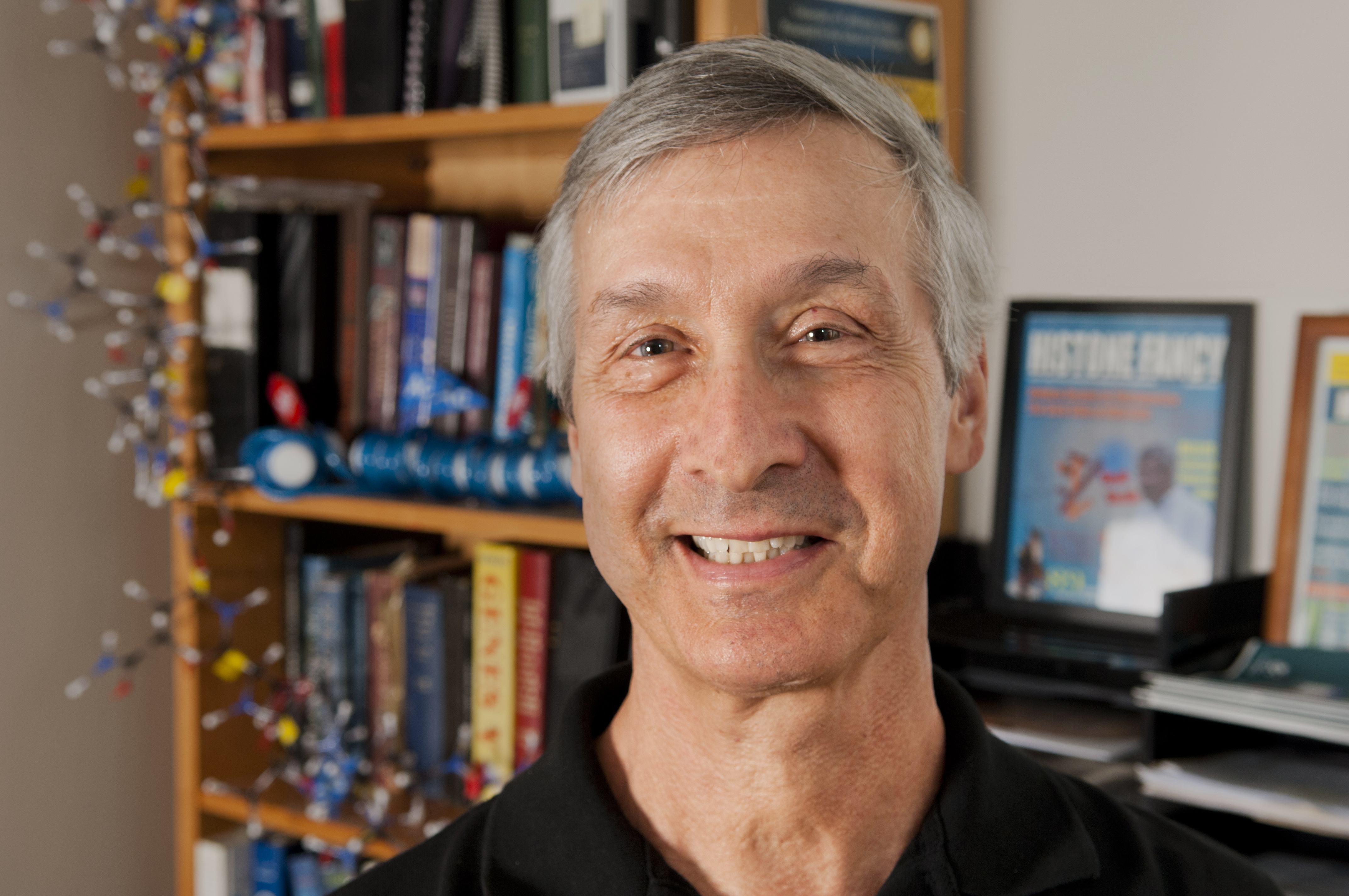
チャールズ・デビッド・アリス／1月8日没

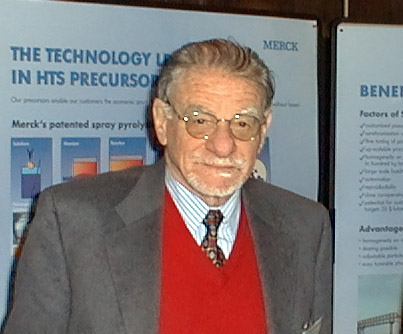
カール・アレクサンダー・ミュラー／1月9日没

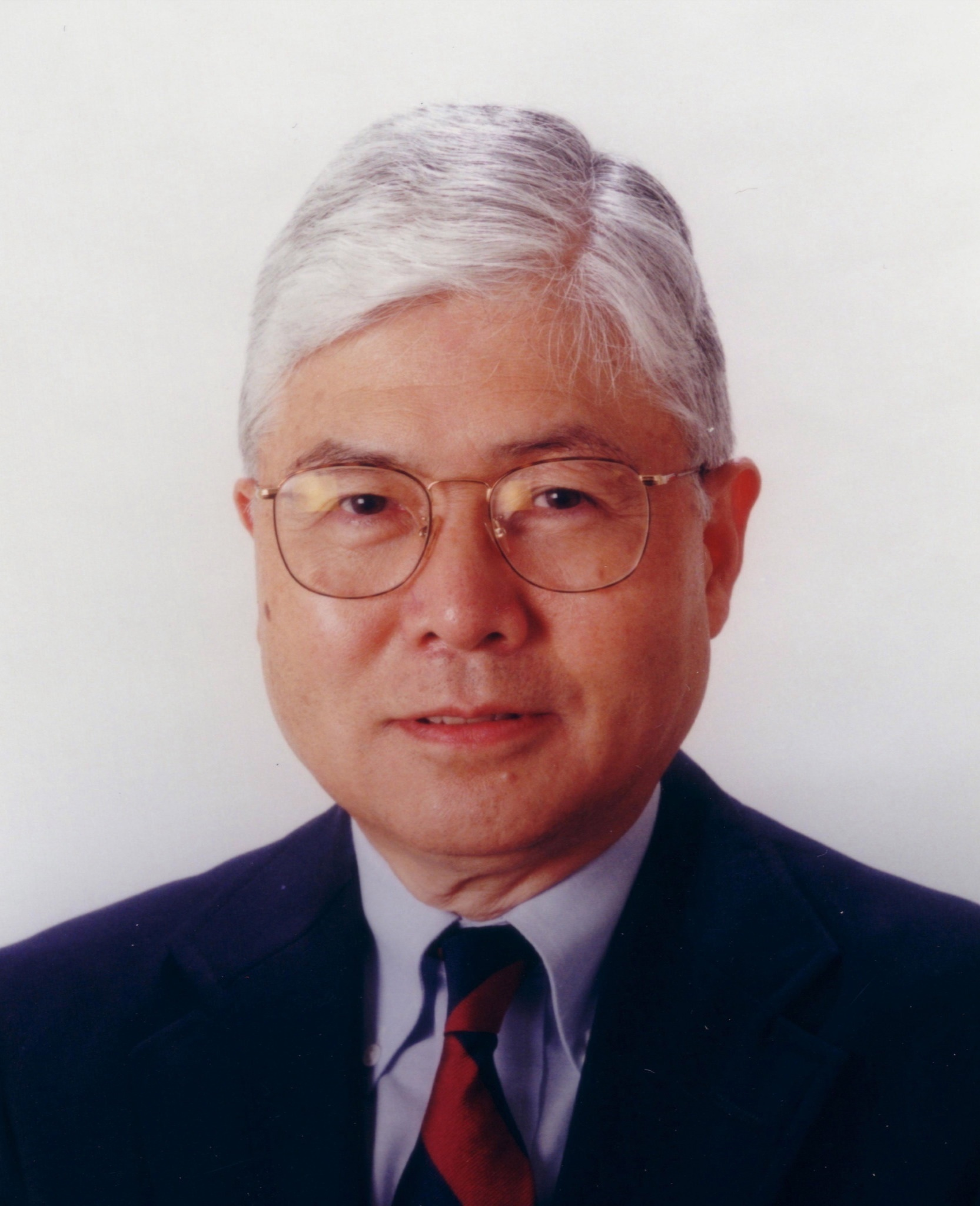
岸義人／1月9日没

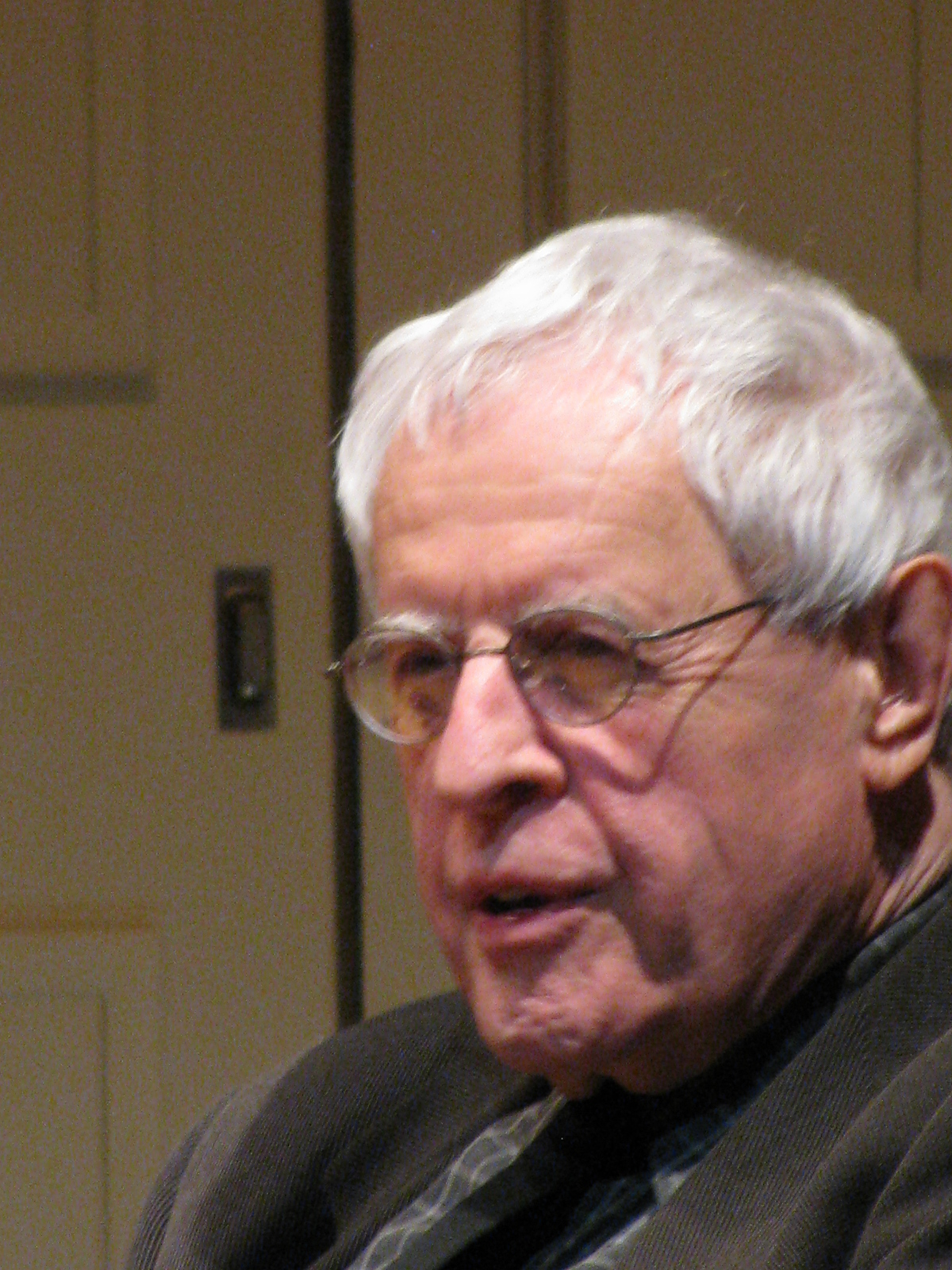
チャールズ・シミック／1月9日没

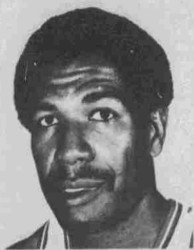
シンシィ・パウエル／1月9日没

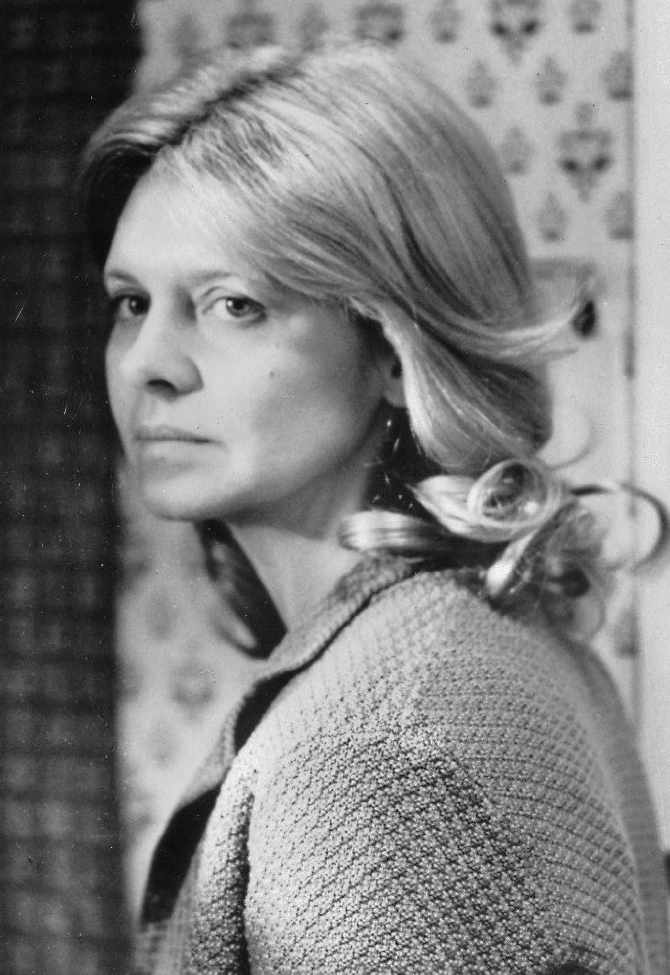
メリンダ・ディロン／1月9日没

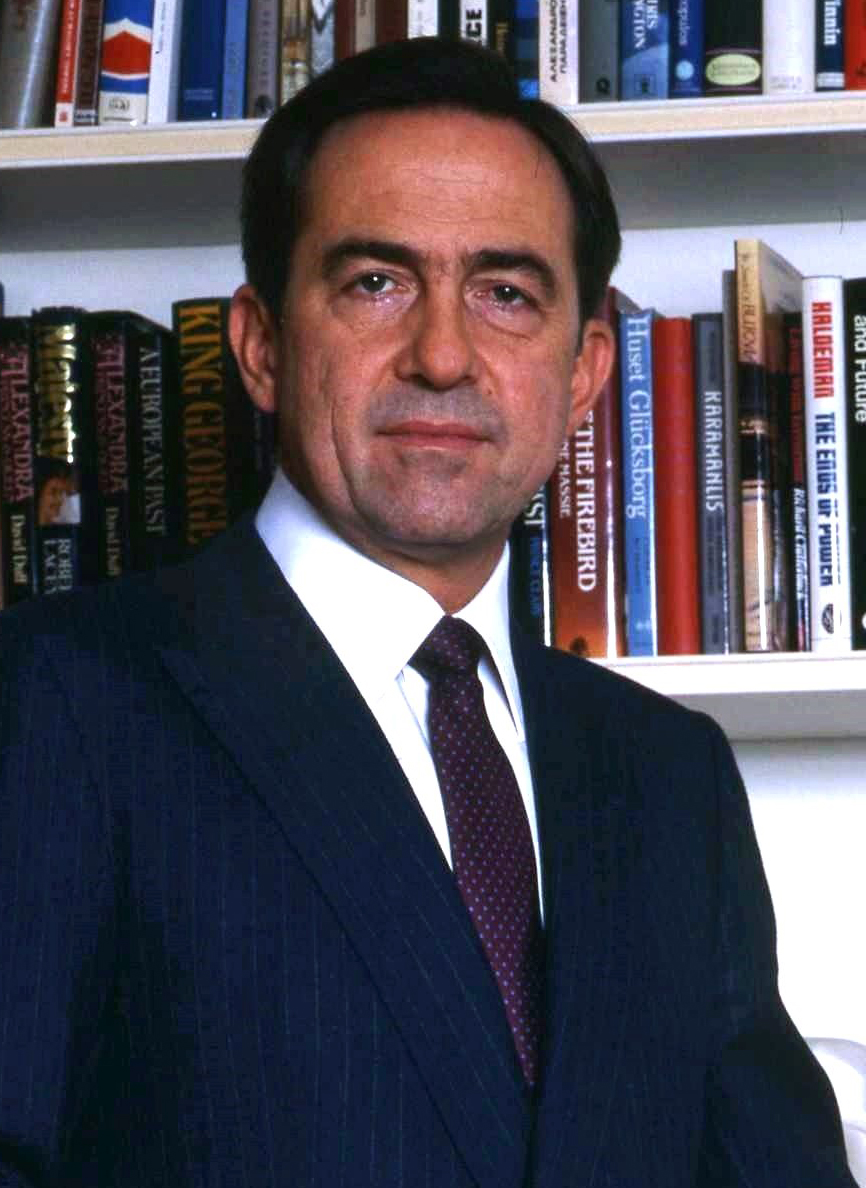
コンスタンティノス2世／1月10日没

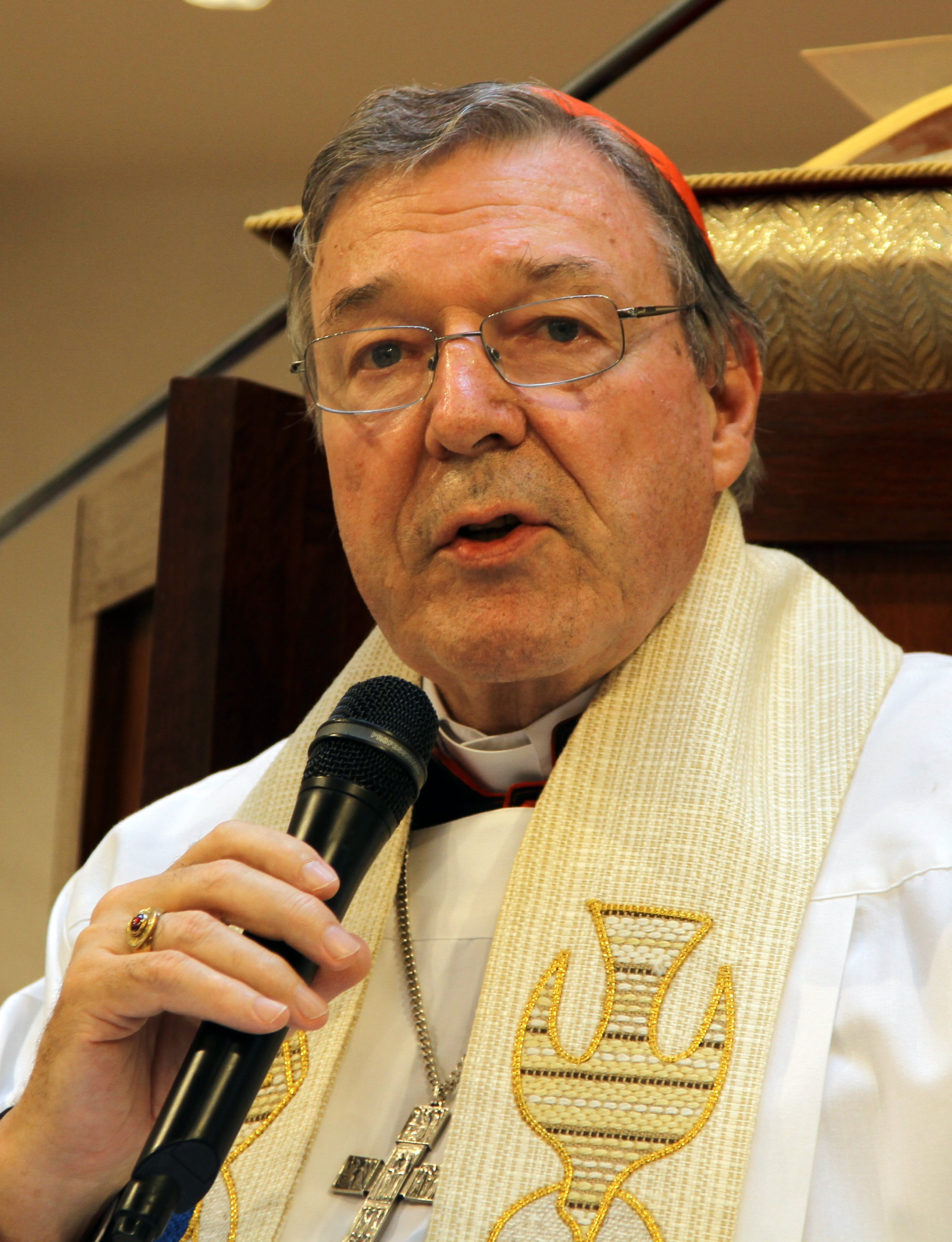
ジョージ・ペル／1月10日没

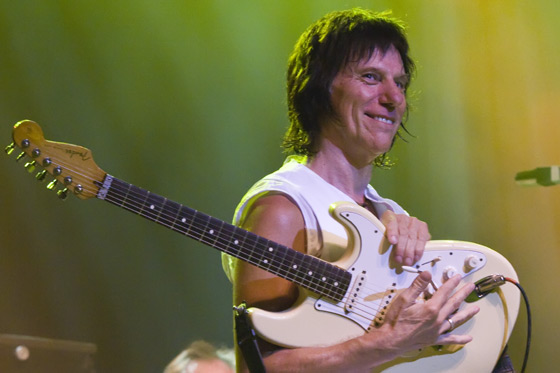
ジェフ・ベック／1月10日没

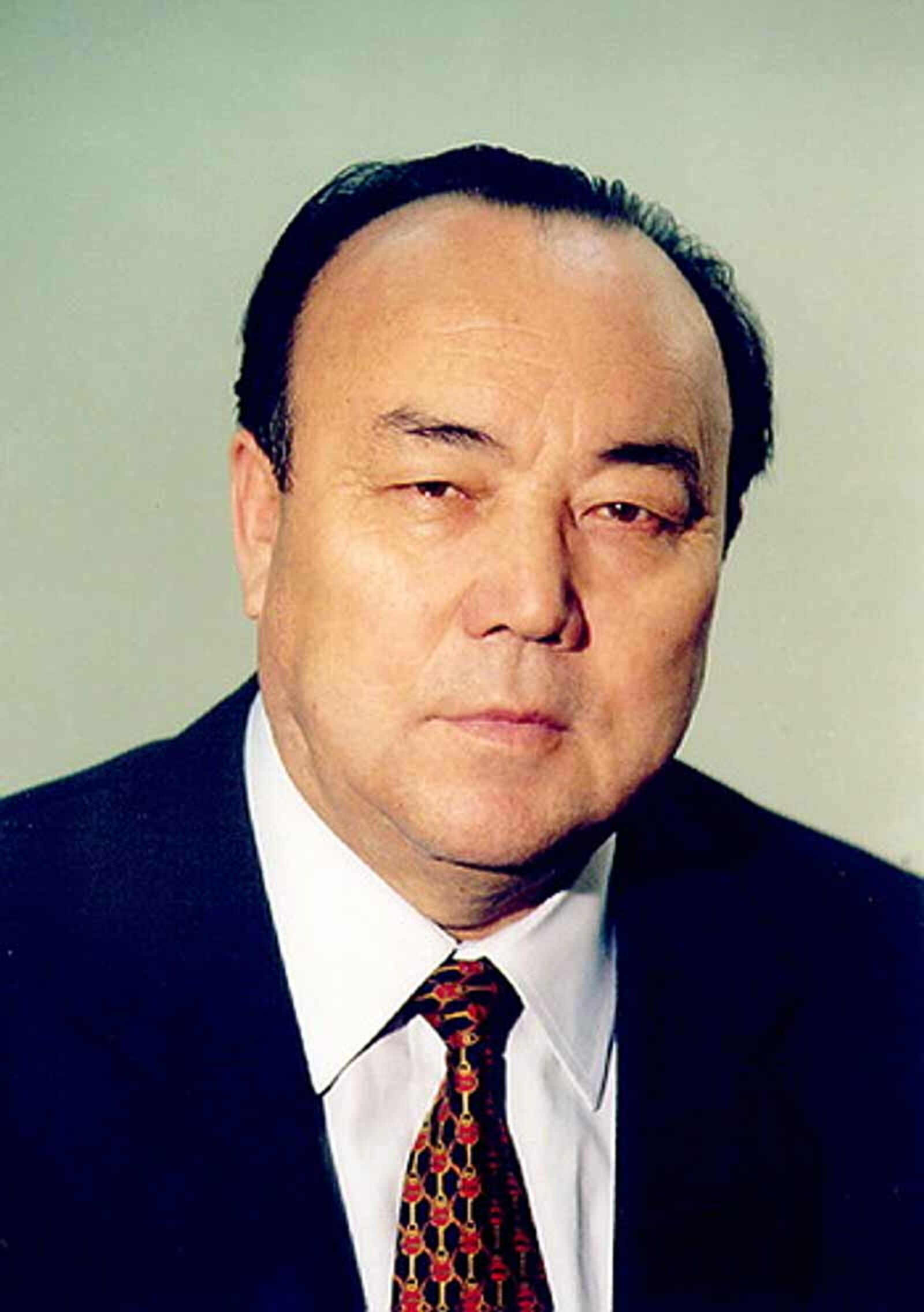
モルタザ・ラヒモフ／1月11日没

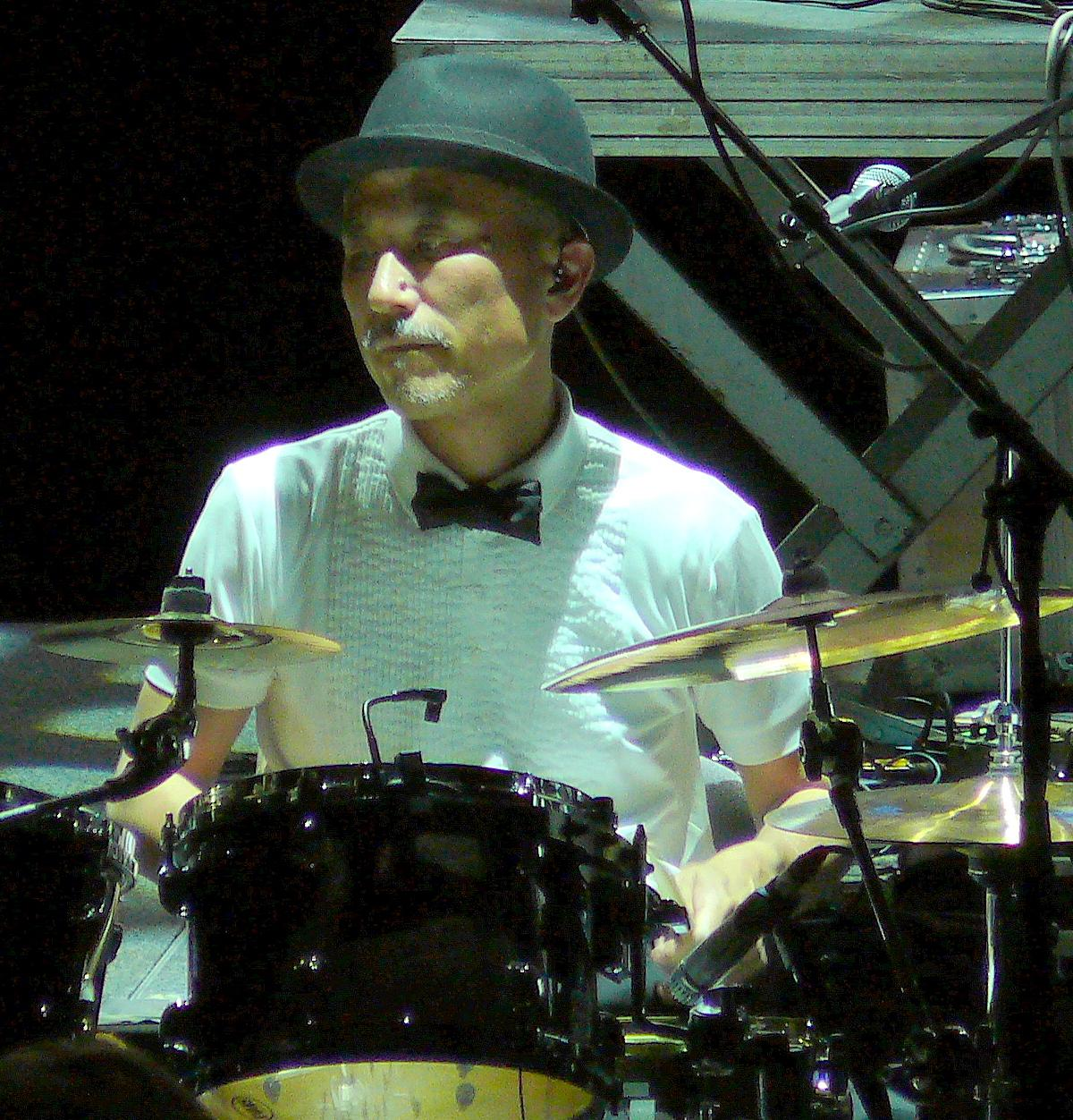
高橋幸宏／1月11日没

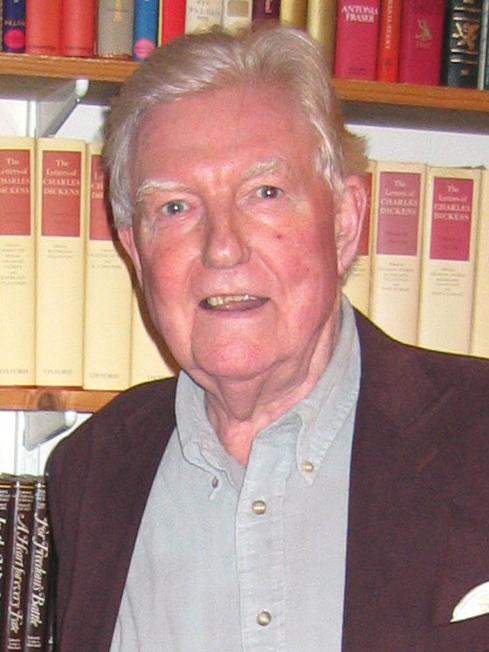
ポール・ジョンソン／1月12日没

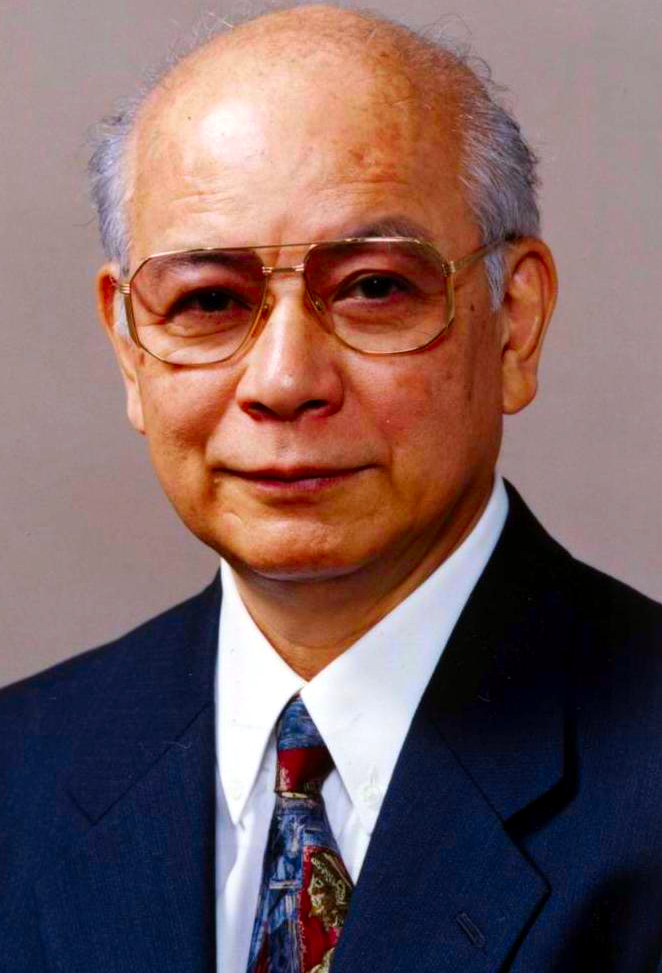
加賀乙彦／1月12日没

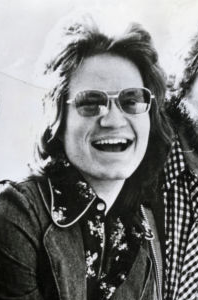
ロビー・バックマン／1月12日没

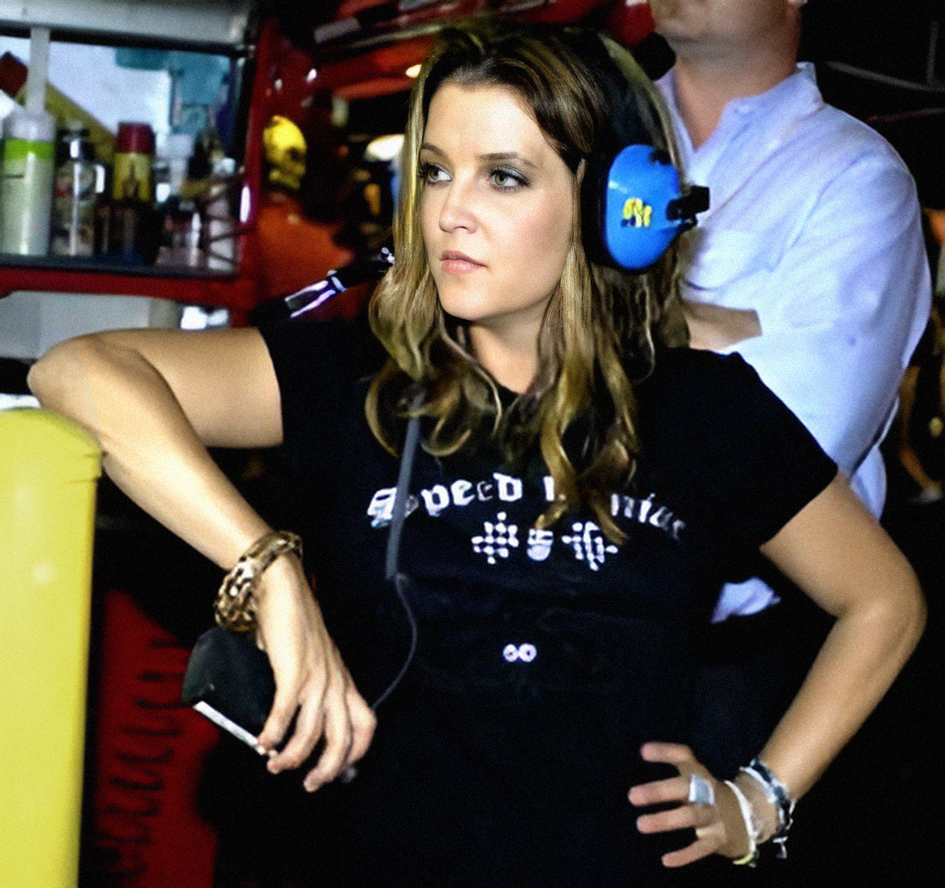
リサ・マリー・プレスリー／1月12日没

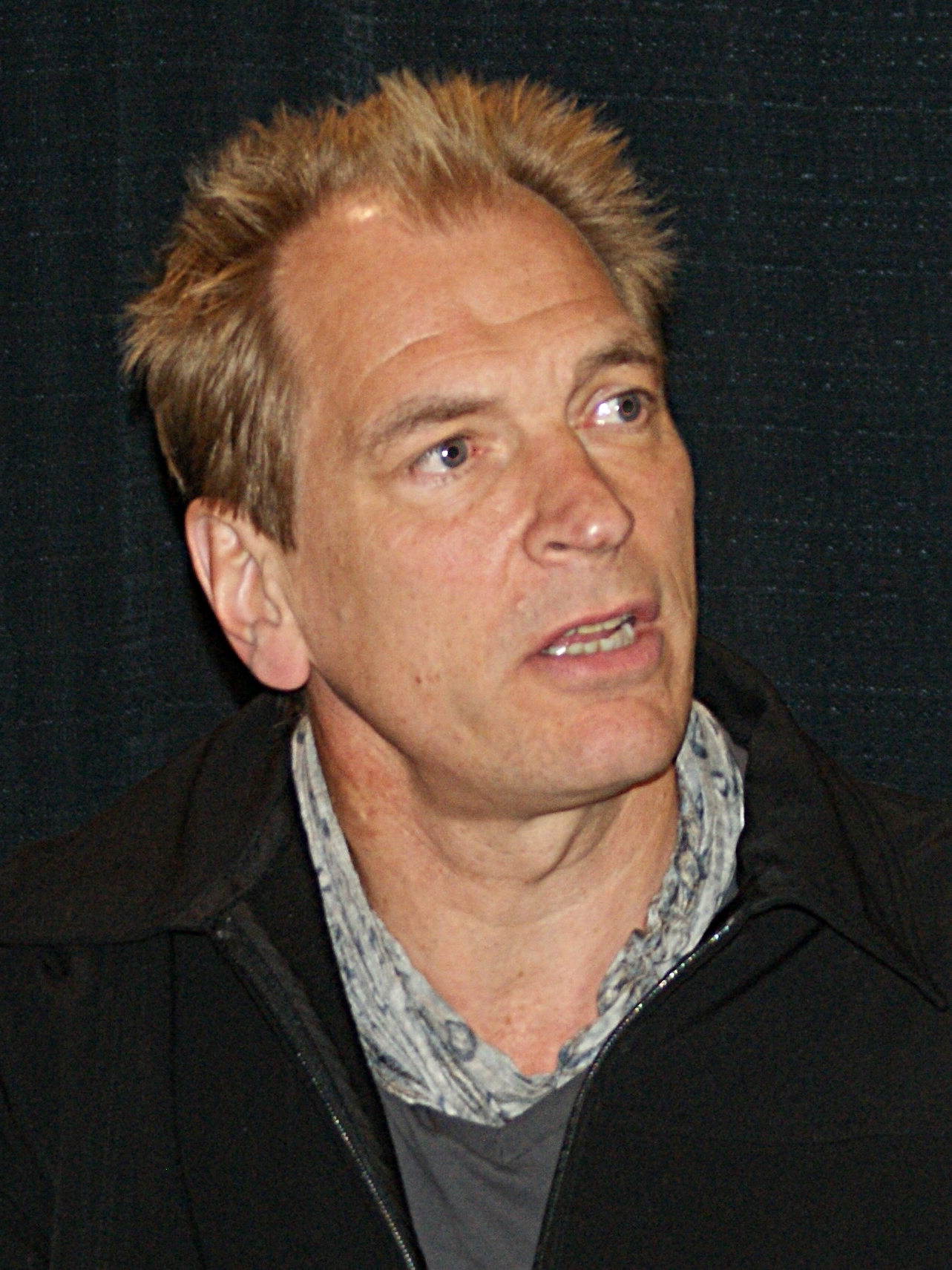
ジュリアン・サンズ／1月13日没

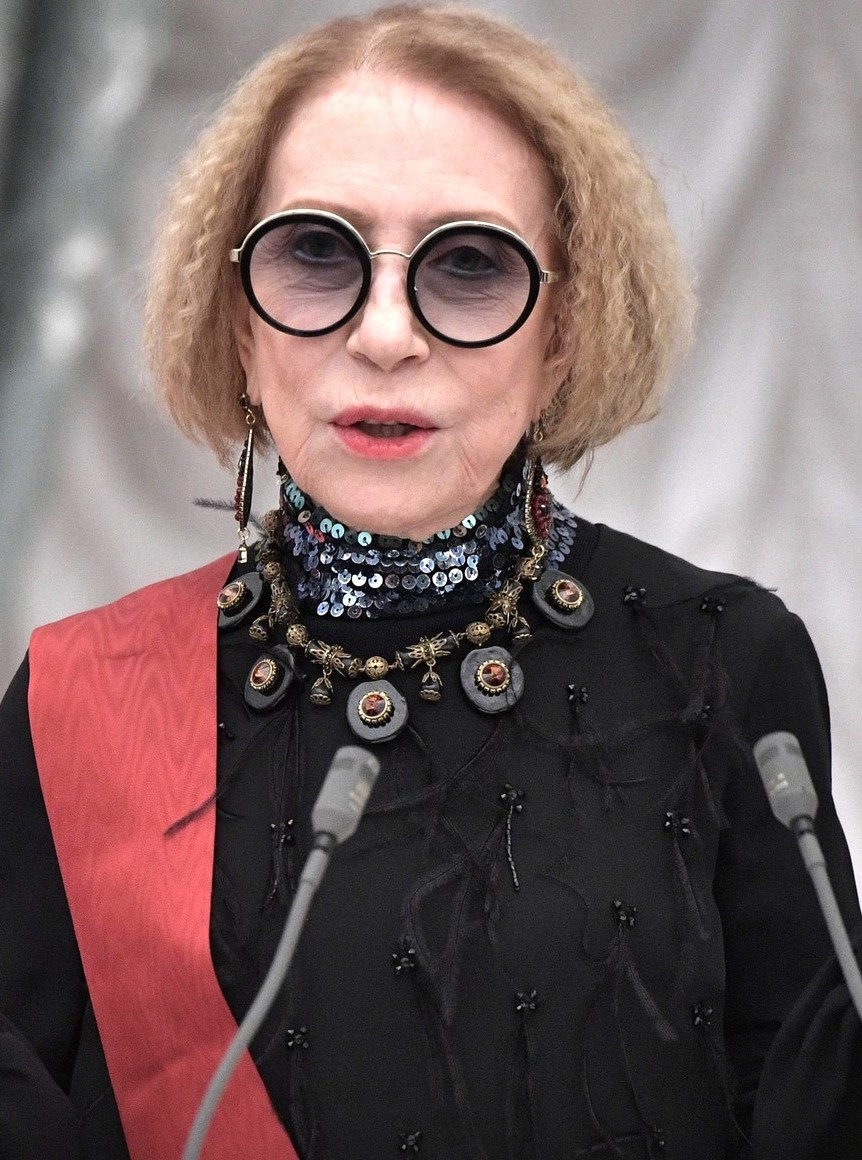
インナ・チュリコワ／1月14日没

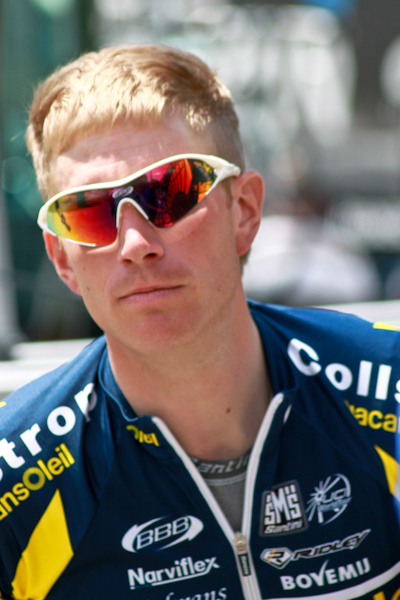
リーウ・ウェストラ／1月14日没

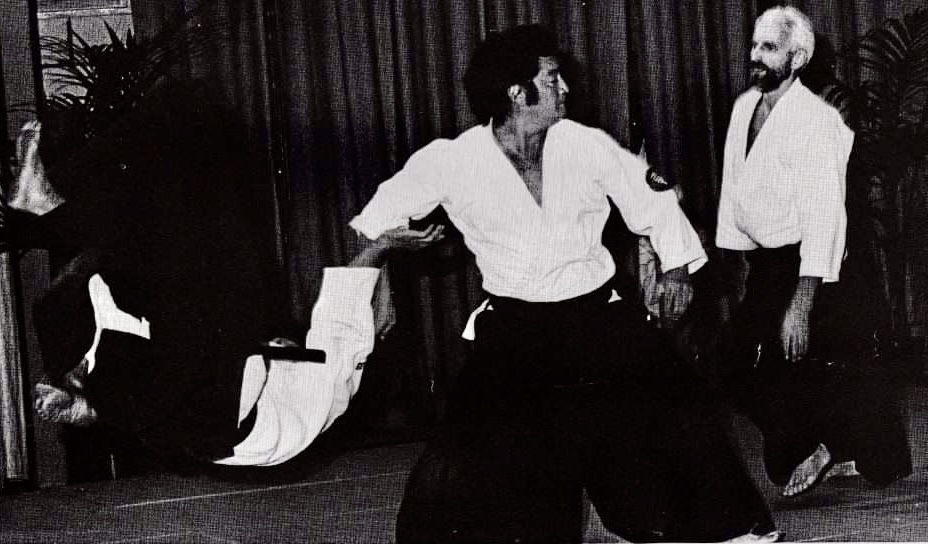
山田嘉光／1月15日没

- 1月1日 - リーズ・ノルガード、デンマークのジャーナリスト、著者、作家（* 1917年）[1]
- 1月1日 - 傅君沼（中国語版）、中華人民共和国の冶金学者、元北京鋼鐵学院副校長（* 1920年）[2]
- 1月1日 - アート・マクナリー（英語版）、アメリカ合衆国のアメリカンフットボール審判員、元NFL審判団長、プロフットボール殿堂（* 1925年）[3]
- 1月1日 - 後藤東陽、日本の写真家、平和運動家（* 1925年）[4]
- 1月1日 - 金川千尋、日本の実業家、信越化学工業会長、元社長（* 1926年）[5]
- 1月1日 - マーティン・デービス（英語版）、アメリカ合衆国の数学者（* 1928年）[6]
- 1月1日 - 易生（中国語版）、中華人民共和国の空対空ミサイル研究者、航空宇宙産業省（中国語版）科学技術委員会副委員長（* 1928年）[7]
- 1月1日 - ジャック・セレ（英語版）、フランスの俳優（* 1928年）[8]
- 1月1日 - 韓鋭（中国語版）、中華人民共和国の薬理学者（* 1929年）[9]
- 1月1日 - 侯一民（中国語版）、中華人民共和国の芸術家、教育家（* 1930年）[10]
- 1月1日 - 李承剛（中国語版）、中華人民共和国の建築学者（* 1932年）[11]
- 1月1日 - 范維唐（中国語版）、中華人民共和国の鉱山工学者（* 1935年）[12]
- 1月1日 - 仲尾宏、日本の歴史学者、京都造形芸術大学客員教授（* 1936年）[13]
- 1月1日 - 郭南宏（中国語版）、台湾の政治家、元交通部部長、元国立交通大学工学院代理校長（* 1936年）[14]
- 1月1日 - 長谷川哲夫、日本の俳優（* 1938年）[15]
- 1月1日 - 韋廉（中国語版）、中華人民共和国の映画監督、第10回中国人民政治協商会議員（* 1945年）[16]
- 1月1日 - 王鑫（中国語版）、台湾の地理学者（* 1945年）[17]
- 1月1日 - 朱祖寿（中国語版）、中華人民共和国の政治家、外交官、元ハンガリー・オランダ大使、元外務省香港マカオ台湾局局長（* 1945年）[18]
- 1月1日 - 菅愛梅（中国語版）、中華人民共和国の豫劇演出家（* 1949年）[19]
- 1月1日 - 高希武（中国語版）、中華人民共和国の植物学者、中国農業大学教授（* 1958年）[20]
- 1月1日 - セバスチャン・マリノ、アメリカ合衆国のギタリスト、元オーヴァーキル／アンヴィルメンバー（* 1965年）[21]
- 1月1日 - ギャングスタ・ブー（英語版）、アメリカ合衆国のラッパー、スリー・6・マフィア元メンバー（* 1979年）[22]
- 1月2日 - 劉佩瑛（中国語版）、中華人民共和国の農学者、元西南農業大学（中国語版）教授（* 1921年）[23]
- 1月2日 - マリリン・スタッフォード（英語版）、アメリカ合衆国出身のイギリスの写真家（* 1925年）[24]
- 1月2日 - 霍成（英語版）、中華人民共和国のカトリック教会聖職者、汾陽司教（* 1926年）[25]
- 1月2日 - 王智量（中国語版）、中華人民共和国の作家、翻訳家（* 1928年）[26]
- 1月2日 - 鐘涵（中国語版）、中華人民共和国の洋画家、中央美術学院教授（* 1928年）[27]
- 1月2日 - 呉忍畊（中国語版）、中華人民共和国の材料工学者（* 1930年）[28]
- 1月2日 - クルト・ホレス（英語版）、ドイツの舞台監督（* 1932年）[29]
- 1月2日 - 羅念一（中国語版）、中華人民共和国の作曲家（* 1933年）[30]
- 1月2日 - 胡福明（中国語版）、中華人民共和国の哲学者、政治家、南京大学教授、元人民政治協商会議江蘇省委員会（中国語版）副主席（* 1935年）[31]
- 1月2日 - 保彬（中国語版）、中華人民共和国の画家、中央美術学院前校長（* 1936年）[32]
- 1月2日 - スージー・マッキー・チャーナス（英語版）、アメリカ合衆国の小説家（* 1939年）[33]
- 1月2日 - 龍村仁、日本の映画監督、元NHKディレクター（* 1940年）[34]
- 1月2日 - 杜熊文（中国語版）、中華人民共和国の俳優（* 1942年）[35]
- 1月2日 - フランク・ガラチ（英語版）、アメリカ合衆国の舞台監督、脚本家（* 1943年）[36]
- 1月2日 - 鄧子敬（中国語版）、中華人民共和国の画家（* 1943年）[37]
- 1月2日 - 原三男、日本の競馬調教師【神奈川県川崎競馬組合所属】（* 1955年）[38]
- 1月2日（公表日） - フレッド・ホワイト（英語版）、アメリカ合衆国のドラマー、ロックバンド「アース・ウィンド・アンド・ファイアー」メンバー（* 1955年）[39]
- 1月2日 - 吉見宏、日本の会計学者、北海道大学副学長（* 1961年）[40]
- 1月2日 - ケン・ブロック、アメリカ合衆国のモータースポーツ選手（* 1967年）[41]
- 1月2日 - 野杁俊希、日本の俳優（* 1989年）[42]
- 1月3日 - ベッシー・ヘンドリックス、アメリカ合衆国の国内最高齢だった人物（* 1907年）[43]
- 1月3日 - 寺田信秀、日本の真言宗の僧、第70代真言宗智山派管長（* 1919年）[44]
- 1月3日 - 周令釗（中国語版）、中華人民共和国の画家、工業デザイナー（* 1919年）[45]
- 1月3日 - 劉文選（中国語版）、中華人民共和国の画家（* 1923年）[46]
- 1月3日 - アブドゥルサラム・マジャリ（英語版）、ヨルダンの政治家、医師、第29代首相（* 1925年）[47]
- 1月3日 - 趙其国（中国語版）、中華人民共和国の土壌地理学者（* 1930年）[48]
- 1月3日 - ウォルター・カニンガム、アメリカ合衆国の元宇宙飛行士、アポロ7号パイロット（* 1932年）[49]
- 1月3日 - 徳善義和、日本のルーテル教会牧師、神学者、ルーテル学院大学・日本ルーテル神学校名誉教授（* 1932年）[50]
- 1月3日 - ジョセフ・クー、香港の映画音楽作曲家、編曲家（* 1933年）[51]
- 1月3日 - 李韻秋（中国語版）、中華人民共和国の京劇演出家（* 1933年）[52]
- 1月3日 - 李業甫（中国語版）、中華人民共和国の推拿師、国医大師（中国語版）（* 1934年）[53]
- 1月3日 - 増村昭策、日本のラグビー指導者、帝京大学ラグビー部名誉顧問（* 1934年?）[54]
- 1月3日 - 陸徳銘（中国語版）、中華人民共和国の中医学者、上海中医薬大学教授（* 1935年）[55]
- 1月3日 - 許鴻賓（中国語版）、中華人民共和国の画家（* 1935年）[56]
- 1月3日 - 孫自筠（中国語版）、中華人民共和国の作家（* 1935年）[57]
- 1月3日 - ジェームズ・D・ブルベイカー（英語版）、アメリカ合衆国の映画プロデューサー（* 1937年）[58]
- 1月3日 - 閔鴻昌（中国語版）、中華人民共和国のテノール歌手（* 1940年）[59]
- 1月3日 - ルスラン・ハズブラートフ、ロシアの政治家、経済学者、元ロシア最高会議議長（* 1942年）[60]
- 1月3日 - 潘鴻海（中国語版）、中華人民共和国の洋画家（* 1942年）[61]
- 1月3日 - ノティス・マヴロウディス（英語版）、ギリシャのギタリスト、作曲家（* 1945年）[62]
- 1月3日（訃報発表日） - アラン・ランキン（英語版）、スコットランドのミュージシャン、元アソシエイツメンバー（* 1958年）[63]
- 1月3日 - 江静（中国語版）、中華人民共和国の気象学者、南京大学教授（* 1962年）[64]
- 1月3日 - 岬ゆうじ、日本の歌手、東京演芸協会所属（* 生年不明）[65]
- 1月4日 - 周金台（中国語版）、中華人民共和国の循環器学者、天津医科大学（中国語版）病院教授（* 1924年）[66]
- 1月4日（訃報発表日） - 高美以子、日系アメリカ人の女優（* 1925年）[67]
- 1月4日 - 張継馨（中国語版）、中華人民共和国の画家（* 1926年）[68]
- 1月4日 - 陸熙炎（中国語版）、中華人民共和国の有機化学者（* 1928年）[69]
- 1月4日 - 任振遠（中国語版）、中華人民共和国の医師、北京朝陽病院（中国語版）院長（* 1930年）[70]
- 1月4日 - フェイ・ウェルドン、イギリスの作家、エッセイスト、劇作家（* 1931年）[71]
- 1月4日 - 車文博（中国語版）、中華人民共和国の心理学者、吉林大学教授（* 1931年）[72]
- 1月4日 - 婁自良（中国語版）、中華人民共和国の翻訳家（* 1932年）[73]
- 1月4日 - 劉紹銘（中国語版）、香港の作家、嶺南大学教授（* 1934年）[74]
- 1月4日 - 武勝（中国語版）、中華人民共和国の材料工学者（* 1934年）[75]
- 1月4日 - 葛修潤（中国語版）、中華人民共和国の岩石力学者（* 1934年）[76]
- 1月4日 - 胡如南（中国語版）、中華人民共和国の電気工学者（* 1935年）[77]
- 1月4日 - 穆鴻利（中国語版）、中華人民共和国の歴史学者、東北師範大学教授（* 1935年）[78]
- 1月4日 - デイヴィッド・ゴールド（英語版）、イギリスの実業家、サッカー球団経営者、元バーミンガム・シティFC会長、ウェストハム・ユナイテッドFC共同会長（* 1936年）[79]
- 1月4日 - 徐銤（中国語版）、中華人民共和国の核物理学者、中国核工業集団高速炉主任技術者（* 1937年）[80]
- 1月4日 - 余能斌（中国語版）、中華人民共和国の法学者（* 1938年）[81]
- 1月4日 - 滝浦輝夫、日本の藍染職人、現代の名工（* 1944年）[82]
- 1月4日 - 馮士亮（中国語版）、中華人民共和国の政治家、元フフホト市長（* 1945年）[83]
- 1月4日 - ヴォロドィームィル・ラドチェンコ、ウクライナの政治家、元KGBシロヴィキ、元副首相、内務大臣（* 1948年）[84]
- 1月4日 - ロジー・ミッターマイヤー、ドイツの元アルペンスキーヤー、1976年インスブルックオリンピック女子滑降・回転金メダリスト、大回転銀メダリスト（* 1950年）[85]
- 1月4日 - シム・ウォン・フー（英語版）、シンガポールの実業家、クリエイティブテクノロジー創業者（* 1955年）[86]
- 1月4日 - ミシェル・フェルテ、フランスのレーシングドライバー（* 1958年）[87]
- 1月5日 - 王玉璞（中国語版）、中華人民共和国の京劇鼓奏者（* 1924年）[88]
- 1月5日 - 耿林莽（中国語版）、中華人民共和国の作家（* 1926年）[89]
- 1月5日 - 楊福愉（中国語版）、中華人民共和国の生物学者（* 1927年）[90]
- 1月5日 - 王益英（中国語版）、中華人民共和国の法学者（* 1928年）[91]
- 1月5日 - マイケル・スノウ（英語版）、カナダの映画監督、芸術家、ミュージシャン（* 1928年）[92]
- 1月5日 - 毛昭晰（中国語版）、中華人民共和国の博物学者（* 1929年）[93]
- 1月5日 - 朱永嘉（中国語版）、中華人民共和国の歴史家、政治家（* 1931年）[94]
- 1月5日 - 厳敬明（中国語版）、中華人民共和国の産婦人科医、復旦大学教授（* 1934年）[95]
- 1月5日 - 賀巍（中国語版）、中華人民共和国の言語学者（* 1935年）[96]
- 1月5日 - 李昌麒（中国語版）、中華人民共和国の法学者（* 1936年）[97]
- 1月5日 - 陳剣虹（中国語版）、中華人民共和国の冶金学者（* 1937年）[98]
- 1月5日 - 阿部和唐、日本の陶芸家（* 1937年）[99]
- 1月5日 - 荒谷深雪、日本の花柳流舞踊家、よさこい鳴子踊り振付師（* 1938年?）[100]
- 1月5日 - エルネスト・カスターノ（英語版）、イタリアの元サッカー選手、元同国代表【ユヴェントスFCなどに所属】（* 1939年）[101]
- 1月5日 - ハーバート・ギンタス、アメリカ合衆国の経済学者（* 1940年）[102]
- 1月5日 - 陳慧依（中国語版）、中華人民共和国の中医学者（* 1940年）[103]
- 1月5日 - 盧鏡章（中国語版）、中華人民共和国の石炭化学者（* 1940年）[104]
- 1月5日 - アール・ボーエン、アメリカ合衆国の俳優（* 1941年）[105]
- 1月5日 - 杜滋齢（中国語版）、中華人民共和国の画家、南開大学教授（* 1941年）[106]
- 1月5日 - 秦錫麟（中国語版）、中華人民共和国の陶芸家、景徳鎮陶磁大学（中国語版）校長（* 1942年）[107]
- 1月5日 - ゴーディ・ハーモン（英語版）、アメリカ合衆国の歌手、元ウィスパーズメンバー（* 1943年）[108]
- 1月5日 - ネイト・コルバート、アメリカ合衆国のプロ野球選手【サンディエゴ・パドレスなどに所属】（* 1946年）[109]
- 1月6日 - 峯柴志げ、カナダのスーパーセンテナリアン（* 1909年）[110]
- 1月6日 - 劉静宜（中国語版）、中華人民共和国の無機化学者（* 1925年）[111]
- 1月6日 - ディック・サビット、アメリカ合衆国のテニス選手、国際テニス殿堂（* 1927年）[112]
- 1月6日 - 河野一郎、日本の英文学者、比較文学者、翻訳家、東京外語大学名誉教授（* 1930年）[113]
- 1月6日 - オーウェン・ロイズマン、アメリカ合衆国の撮影監督（* 1936年）[114]
- 1月6日 - 長縄栄子、日本の画家（* 1937年）[115]
- 1月6日 - 佐藤充彦、日本の実業家、元山形放送社長（* 1937年?）[116]
- 1月6日 - 盧海潮（中国語版）、中華人民共和国の粵劇俳優（* 1946年）[117]
- 1月6日 - 石垣定哉、日本の洋画家（* 1947年）[118]
- 1月6日 - ビル・キャンベル（英語版）、アメリカ合衆国の元MLB選手【ミネソタ・ツインズなどに所属】（* 1948年）[119]
- 1月6日 - ジャンルカ・ヴィアッリ、イタリアの元サッカー選手・指導者、元同国代表（* 1964年）[120]
- 1月6日 - ノーマン・ダメリー、アイルランドのドラマー、元テイストメンバー（* 生年不明）[121]
- 1月6日 - 白井俊夫、日本の実業家、セレクトショップ信濃屋顧問（*1937年）[122]
- 1月7日 - 蘇秀（中国語版）、中華人民共和国の音響監督（* 1926年）[123]
- 1月7日 - 楊洛書（中国語版）、中華人民共和国の版画家（* 1927年）[124]
- 1月7日 - 大村和久、日本の将棋棋士（* 1928年）[125]
- 1月7日 - 畢谷云（中国語版）、中華人民共和国の京劇舞台監督（* 1930年）[126]
- 1月7日 - ウィリアム・S・W・リム（英語版）、シンガポールの建築家（* 1932年）[127]
- 1月7日 - 飯田亮、日本の実業家、セコム創業者（*1933年）[128]
- 1月7日 - 谷まさる、日本の服飾デザイナー、教育者、学校法人日本教育財団学主（*1936年）[129]
- 1月7日 - ユーリ・マニン、ロシアの数学者（* 1937年）[130]
- 1月7日 - ラッセル・バンクス（英語版）、アメリカ合衆国のSF作家（* 1940年）[131]
- 1月7日 - 陳戍国（中国語版）、中華人民共和国の中国文学者、湖南大学教授（* 1946年）[132]
- 1月7日 - 来新民（中国語版）、中華人民共和国の自動車工学者、上海交通大学教授（* 1964年）[133]
- 1月7日 - アダム・リッチ（英語版）、アメリカ合衆国の俳優（* 1968年）[134]
- 1月7日 - モデスト・エムバミ、カメルーンの元サッカー選手、元同国代表（* 1982年）[135]
- 1月7日 - ムハンマド・メディ・カラミ（英語版）、イランの反政府デモ参加者（* 2000年 - 2001年）[136]
- 1月8日 - バーナード・カルブ（英語版）、アメリカ合衆国のジャーナリスト、元広報担当国務次官補（英語版）（* 1922年）[137]
- 1月8日 - 田中四郎、日本の教員、フロアバレーボール考案者（* 1926年?）[138]
- 1月8日 - 巣峰（中国語版）、中華人民共和国の出版業者、上海辞書出版社社長（* 1928年）[139]
- 1月8日 - 高韻笙（中国語版）、中華人民共和国の京劇舞台監督（* 1929年）[140]
- 1月8日 - ジークフリート・クルツ、ドイツの指揮者（* 1930年）[141]
- 1月8日 - ジャック・ヘイフォード、アメリカ合衆国の作家、牧師、神学者、 フォークスクエア教会の総裁（* 1934年）[142]
- 1月8日 - 武韜（中国語版）、中華人民共和国の外交官、元駐ポルトガル・ロシア・オーストラリア大使（* 1940年）[143]
- 1月8日 - 張錩（中国語版）、中華人民共和国の彫刻家（* 1942年）[144]
- 1月8日 - 高山登、日本の現代美術家、元宮城教育大学教授、東京芸術大学教授（* 1944年）[145]
- 1月8日 - 姥貝卓美、日本の実業家、三菱樹脂（現三菱ケミカル）元社長（* 1948年）[146]
- 1月8日 - チャールズ・デビッド・アリス、アメリカ合衆国の分子生物学者、ロックフェラー大学教授（* 1951年）[147]
- 1月8日 - 瀬川清、日本の元ラグビー選手【新日本製鉄釜石所属】（* 1954年?）[148]
- 1月8日 - ロベルト・ディナミッチ、ブラジルの元サッカー選手、政治家、元同国代表【CRヴァスコ・ダ・ガマなどに所属】（* 1957年）[149]
- 1月9日 - アドルフォ・カミンスキー（英語版）、アルゼンチン出身のフランスの写真家、レジスタンス活動家、パスポート偽造職人（* 1925年）[150]
- 1月9日 - カール・アレクサンダー・ミュラー、スイスの物理学者、ノーベル物理学賞受賞者（* 1927年）[151]
- 1月9日 - 佐藤幹夫、日本の数学者、京都大学数理解析研究所名誉教授（* 1928年）[152]
- 1月9日 - ジョージ・S・ジンベル（英語版）、アメリカ合衆国出身のカナダの写真家（* 1929年）[153]
- 1月9日 - 松平頼暁、日本の作曲家、生物物理学者、理学博士（* 1931年）[154]
- 1月9日 - 安藤満、日本の編集者、実業家、元文藝春秋社長（* 1931年）[155]
- 1月9日 - 竹村次郎、日本の作曲家、編曲家（* 1933年）[156]
- 1月9日 - 張金麟（中国語版）、中華人民共和国の船舶工学者（* 1936年）[157]
- 1月9日 - 岸義人、日本の有機合成化学者、ハーバード大学名誉教授（* 1937年）[158]
- 1月9日 - チャールズ・シミック、ユーゴスラビア出身のアメリカ合衆国の詩人（* 1938年）[159]
- 1月9日 - メリンダ・ディロン、アメリカ合衆国の女優（* 1939年）[160]
- 1月9日 - 横山紘一、日本の仏教学者、立教大学名誉教授（* 1940年）[161]
- 1月9日 - シンシィ・パウエル、アメリカ合衆国の元バスケットボール選手（* 1942年）[162]
- 1月9日 - シェイマス・ベグリー（英語版）、アイルランドのミュージシャン（* 1949年）[163]
- 1月9日（遺体発見日） - 金富永（朝鮮語版）、韓国の政治家、慶尚南道昌寧郡郡守（* 1966年）[164]
- 1月10日 - 濵邊ヒデ、日本のスーパーセンテナリアン（* 1908年）[165]
- 1月10日 - 何文杞（中国語版）、台湾の水彩画家（* 1931年）[166]
- 1月10日 - ハンス・ベルティングドイツの美術史家（* 1935年）[167]
- 1月10日 - 佐藤允克、日本の実業家、元FM NACK5会長（* 1937年?）[168]
- 1月10日 - イリネオス、ギリシャの正教会聖職者、元エルサレム総主教（* 1939年）[169]
- 1月10日 - コンスタンティノス2世、ギリシャ王国最後の国王（* 1940年）[170]
- 1月10日 - ジョージ・ペル、オーストラリアのカトリック教会聖職者、枢機卿、元メルボルン・シドニー大司教（* 1941年）[171]
- 1月10日 - ホセ・エバンヘリスタ（英語版）、スペインの作曲家（* 1943年）[172]
- 1月10日 - ジェフ・ベック、イングランド出身のギタリスト（* 1944年）[173]
- 1月10日 - ヴァレンティーナ・リュタイェヴァ（英語版）、ウクライナの元ハンドボール選手、1980年モスクワオリンピック女子金メダリスト【旧ソビエト連邦代表】（* 1956年）[174]
- 1月10日 - 何平（中国語版）、中華人民共和国の映画監督（* 1957年）[175]
- 1月10日 - ブラック・ウォリアー、メキシコのプロレスラー、元CMLL世界トリオ王者（* 1969年）[176]
- 1月10日 - タイリー・ニコルズ、アメリカ合衆国の男性（* 1994年?）[177]
- 1月11日 - キャロル・クック（英語版）、アメリカ合衆国の女優（* 1924年）[178]
- 1月11日 - ラフィク・ニシャノフ、ウズベキスタンの政治家、元ウズベキスタン共産党第一書記（* 1926年）[179]
- 1月11日 - ドミン・ラム（英語版）（林楽培）、マカオ出身の香港の作曲家（* 1926年）[180]
- 1月11日 - レネ・パウロ（英語版）、アメリカ合衆国のピアニスト（* 1930年）[181]
- 1月11日 - 斉興家（中国語版）、中華人民共和国の映画監督（* 1930年）[182]
- 1月11日 - 詹建俊（中国語版）、中華人民共和国の画家（* 1931年）[183]
- 1月11日 - モルタザ・ラヒモフ、ロシア連邦内バシコルトスタン共和国の政治家、同国初代大統領（* 1934年）[184]
- 1月11日 - 林田恒夫、日本の写真家（* 1935年）[185]
- 1月11日 - チャールズ・キンブロー（英語版）、アメリカ合衆国の俳優（* 1936年）[186]
- 1月11日 - 鈴木邦男、日本の政治活動家、「一水会」名誉顧問、文筆家（* 1943年）[187]
- 1月11日 - 高橋幸宏、日本のドラマー、音楽プロデューサー、ファッションデザイナー（* 1952年）[188]
- 1月11日 - 鏑木蓮、日本の小説家（* 1961年）[189]
- 1月11日 - タチアナ・パティッツ、ドイツ出身のスーパーモデル（* 1966年）[190]
- 1月12日 - 三枝佐枝子、日本の編集者、評論家、元中央公論社編集局長（* 1920年）[191]
- 1月12日 - エリオット・ヴァレンスタイン、アメリカ合衆国の心理学者、神経科学者（* 1923年）[192]
- 1月12日 - ポール・ジョンソン、イギリスの歴史家、ジャーナリスト（* 1928年）[193]
- 1月12日 - 中山きく、日本の語り部、元白梅学徒隊（* 1928年）[194]
- 1月12日 - 加賀乙彦、日本の小説家、精神科医（* 1929年）[195]
- 1月12日 - 張耀華（中国語版）、中華人民共和国の政治家、元南京市長（* 1931年）[196]
- 1月12日 - 橘高泰司、日本の政治家、元広島県府中市長（* 1934年）[197]
- 1月12日 - 馮天瑜（中国語版）、中華人民共和国の歴史学者、武漢大学教授（* 1942年）[198]
- 1月12日 - 路振隆（中国語版）、中華人民共和国の俳優（* 1942年）[199]
- 1月12日 - 朝香聖一、日本の実業家、元日本精工社長（* 1942年）[200]
- 1月12日 - 千葉昭、日本の実業家、元四国電力社長（* 1946年）[201]
- 1月12日 - ロビー・バックマン、カナダのドラマー、元バックマン・ターナー・オーヴァードライヴメンバー（* 1953年）[202]
- 1月12日 - ゲリー・コーツィー、南アフリカ共和国の元プロボクサー、元WBA世界ヘビー級王者（* 1955年）[203]
- 1月12日 - リサ・マリー・プレスリー、アメリカ合衆国の歌手、作家（* 1968年）[204]
- 1月13日 - 管宗祥（中国語版）、中華人民共和国の俳優（* 1922年）[205]
- 1月13日 - レイ・コルデイロ（英語版）、香港のDJ、俳優（* 1924年）[206]
- 1月13日 - 小山作治、日本の実業家、元日穀製粉社長（* 1928年）[207]
- 1月13日 - クラス・レスタンデル（英語版）、スウェーデンの元バイアスロン選手、1960年スコーバレーオリンピック男子20km金メダリスト（* 1931年）[208]
- 1月13日 - 茆智（中国語版）、中華人民共和国の灌漑工学者（* 1932年）[209]
- 1月13日 - 稲岡康純、日本の浄土宗僧侶、元浄土宗宗務総長（* 1932年）[210]
- 1月13日 - ヨシオ・ヨダ（英語版）、日本出身のアメリカ合衆国の俳優（* 1934年）[211]
- 1月13日 - ジュリアン・サンズ、イギリスの俳優（* 1958年）[212]
- 1月13日 - 吉岡平、日本の小説家（* 1960年）[213]
- 1月14日 - カール・ハーン（英語版）、ドイツの実業家、元フォルクスワーゲン・グループ会長（* 1926年）[214]
- 1月14日 - 菊地悌子、日本の箏曲演奏家（* 1927年）[215]
- 1月14日 - 生方美智子、日本の料理研究家（* 1928年）[216]
- 1月14日 - ムカラム・ジャー（英語版）、インドの王位請求者、ニザーム王家当主（* 1933年）[217]
- 1月14日 - 井口健、日本の建築家（* 1938年）[218]
- 1月14日 - ブライアン・テュファーノ（英語版）、イギリスの撮影監督（* 1939年）[219]
- 1月14日 - 銭逸泰（中国語版）、中華人民共和国の無機化学者（* 1941年）[220]
- 1月14日 - インナ・チュリコワ、ロシアの女優（* 1943年）[221]
- 1月14日 - 西名弘明、日本の実業家、元オリックス・バファローズ球団社長（* 1944年）[222]
- 1月14日 - ジョン・ウィッカム、イギリスのレーシングチームマネージャー、スピリット・レーシング共同創業者（* 1949年）[223]
- 1月14日 - アリレザ・アクバリ（英語版）、イランおよびイギリスの政治家、元国防軍需省副大臣（* 1961年）[224]
- 1月14日 - DJイオ、日本のクラブDJ、漫画原作者（* 1978年）[225]
- 1月14日 - リーウ・ウェストラ、オランダの元自転車競技選手（* 1982年）[226]
- 1月14日 - フルィホーリイ・ツェクミストレンコ（ウクライナ語版）、カナダ国籍のウクライナの政治活動家、志願兵（* 1995年）[227]
- 1月15日 - 趙寰（中国語版）、中華人民共和国の劇作家（* 1925年）[228]
- 1月15日 - 今井珠泉、日本の画家、広島市立大学名誉教授（* 1930年）[229]
- 1月15日 - 三谷昇、日本の俳優（* 1932年）[230]
- 1月15日 - 大村益夫、日本の中国・朝鮮文学者、早稲田大学名誉教授（* 1933年）[231]
- 1月15日 - 横地森太郎、日本の水泳選手（* 1935年）[232]
- 1月15日 - テッド・サベージ（英語版）、アメリカ合衆国の元MLB選手【セントルイス・カージナルスなどに所属】（* 1936年）[233]
- 1月15日 - ヴィクトリア・チック（英語版）、アメリカ合衆国のポスト・ケインズ派経済学者（* 1936年）[234]
- 1月15日 - ヴァフタング・キカビジェ（英語版）、ジョージアの歌手、俳優、政治家、元同国国会議員（* 1938年）[235]
- 1月15日 - 山田嘉光、日本の合気道家（* 1938年）[236]
- 1月15日 - ブルース・ガワーズ（英語版）、アメリカ合衆国のミュージックビデオ監督（* 1940年）[237]
- 1月15日 - ジノ・オジック（英語版）、カナダの元アイスホッケー選手【バンクーバー・カナックスなどに所属】（* 1970年）[238]
- 1月15日 - C・J・ハリス（英語版）、アメリカ合衆国の歌手、アメリカン・アイドルシーズン13出場者（* 1991年）[239]
- 1月15日 - ムルサル・ナビザダ、アフガニスタンの政治家、国民議会議員（* 1993年）[240]

## 16日 - 31日

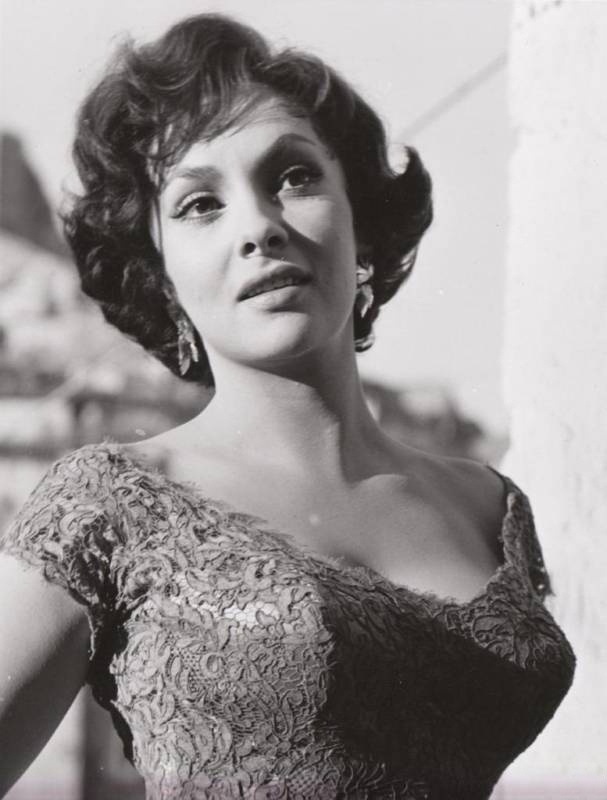
ジーナ・ロロブリジーダ／1月16日没

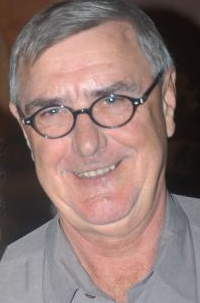
ハンフリー・ナイプ／1月16日没

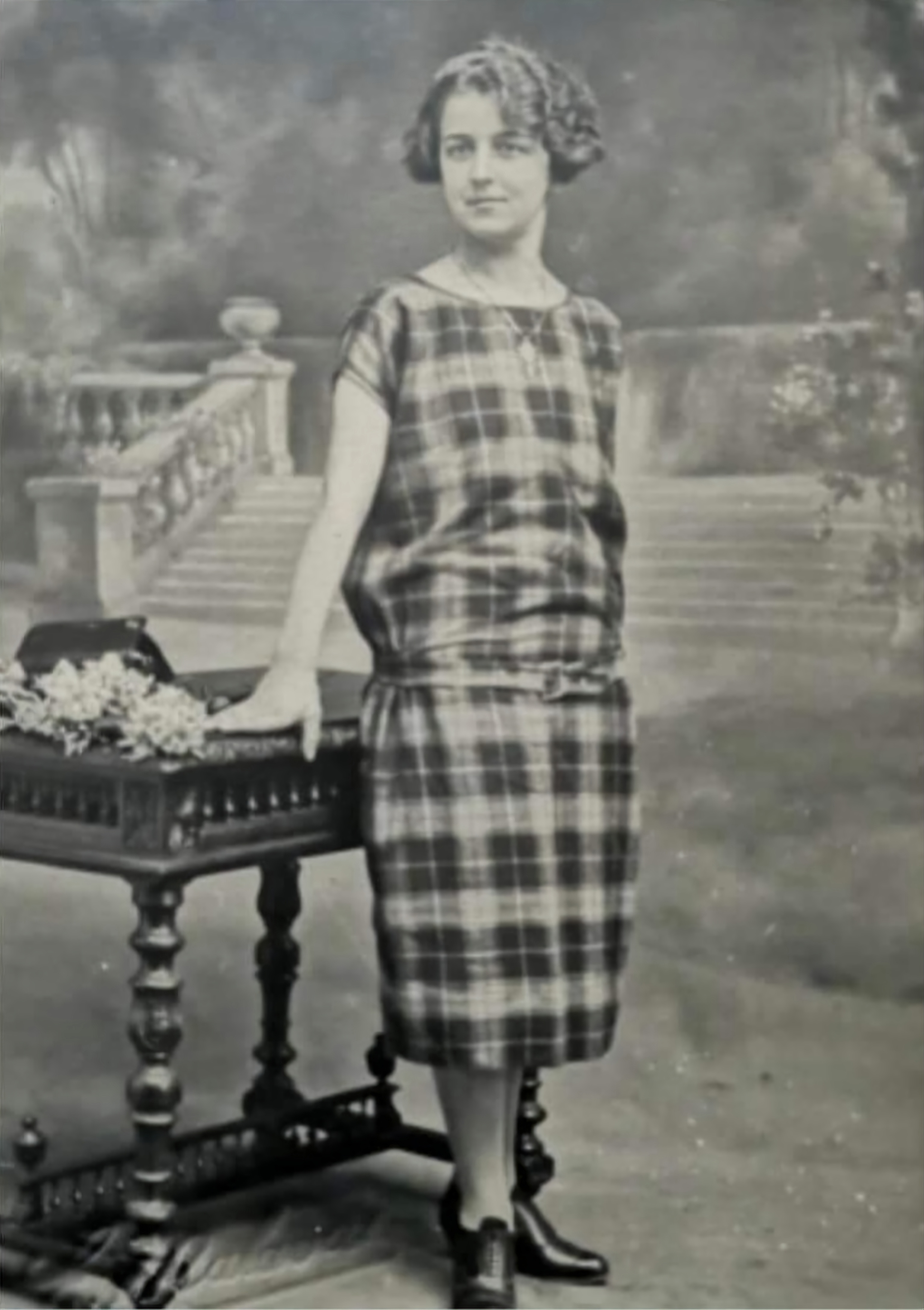
リュシル・ランドン／1月17日没

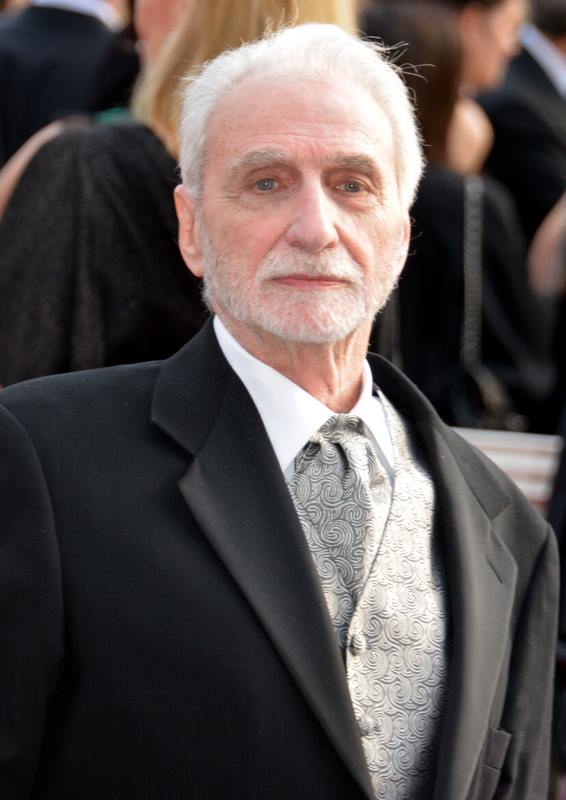
ポール・ヴェキアリ／1月17日没

エドワード・R・プレスマン／1月17日没

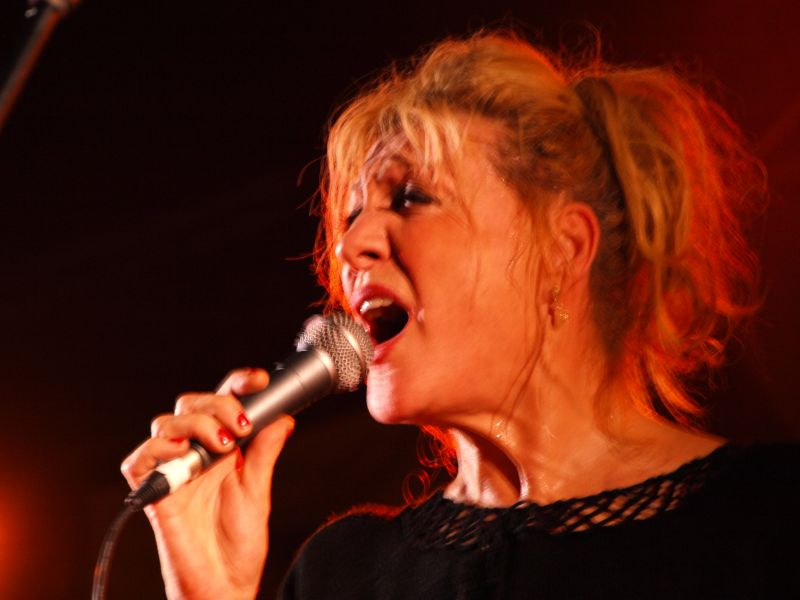
レネ・ゲイヤー／1月17日没

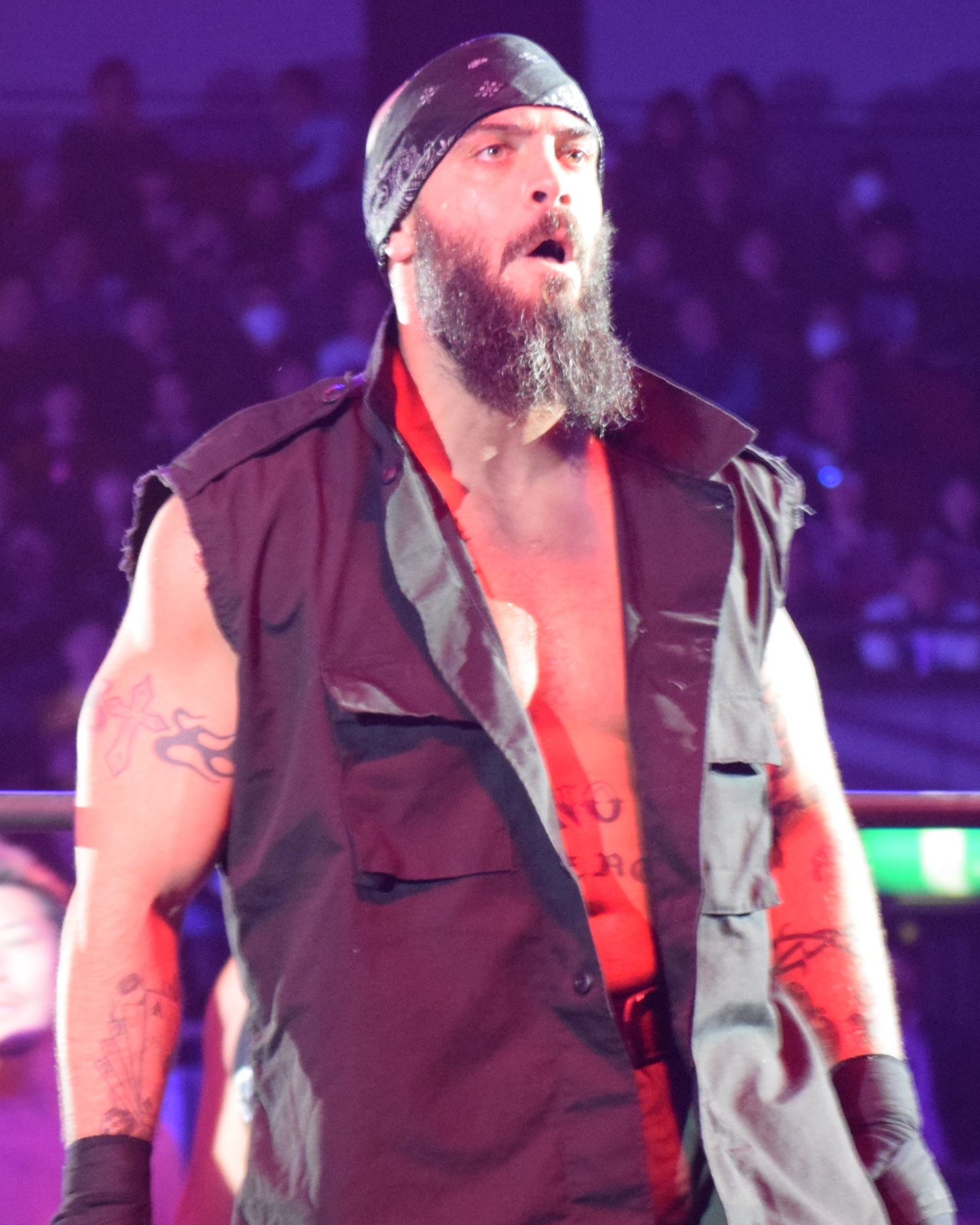
ジェイ・ブリスコ／1月17日没

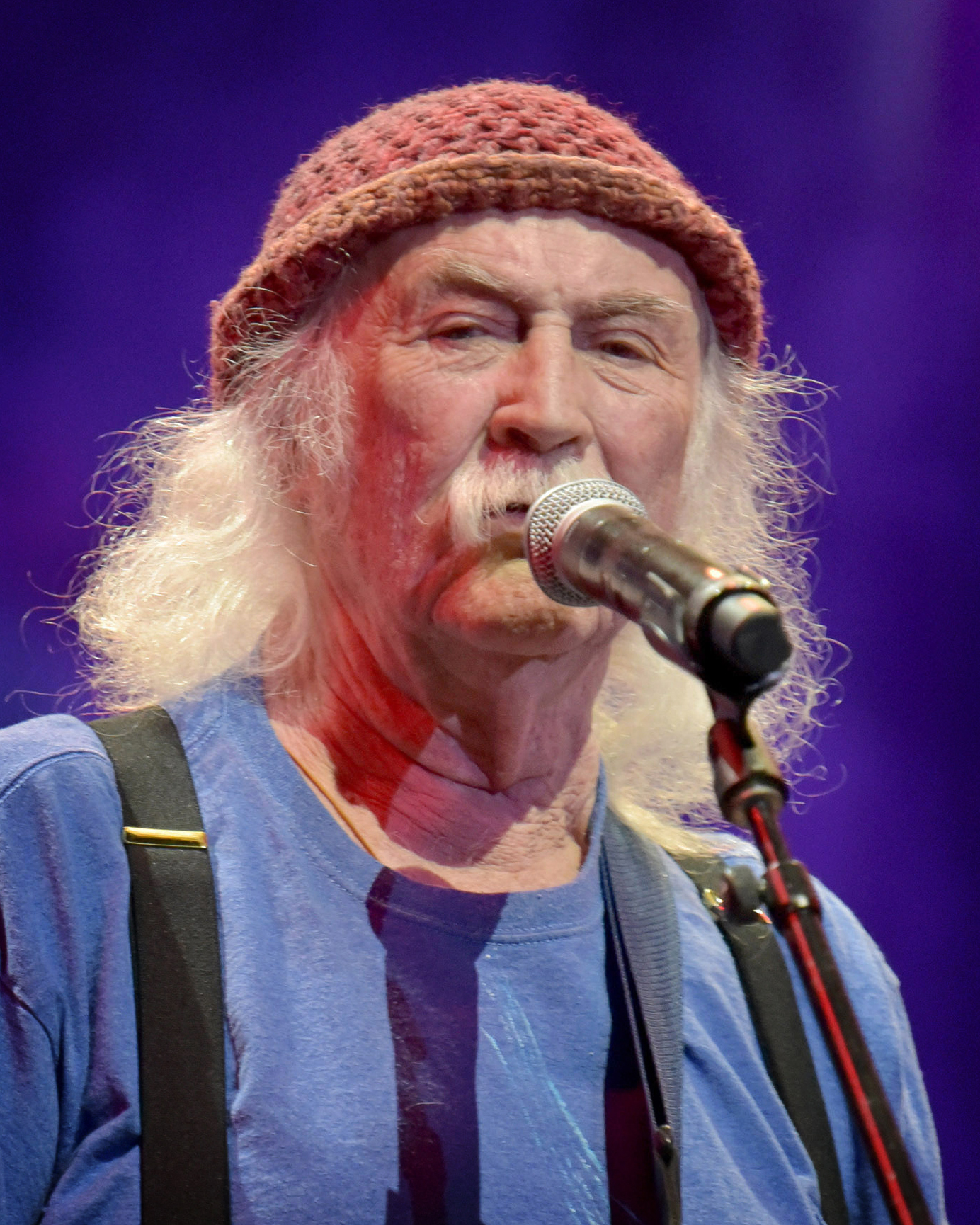
デヴィッド・クロスビー／1月18日没

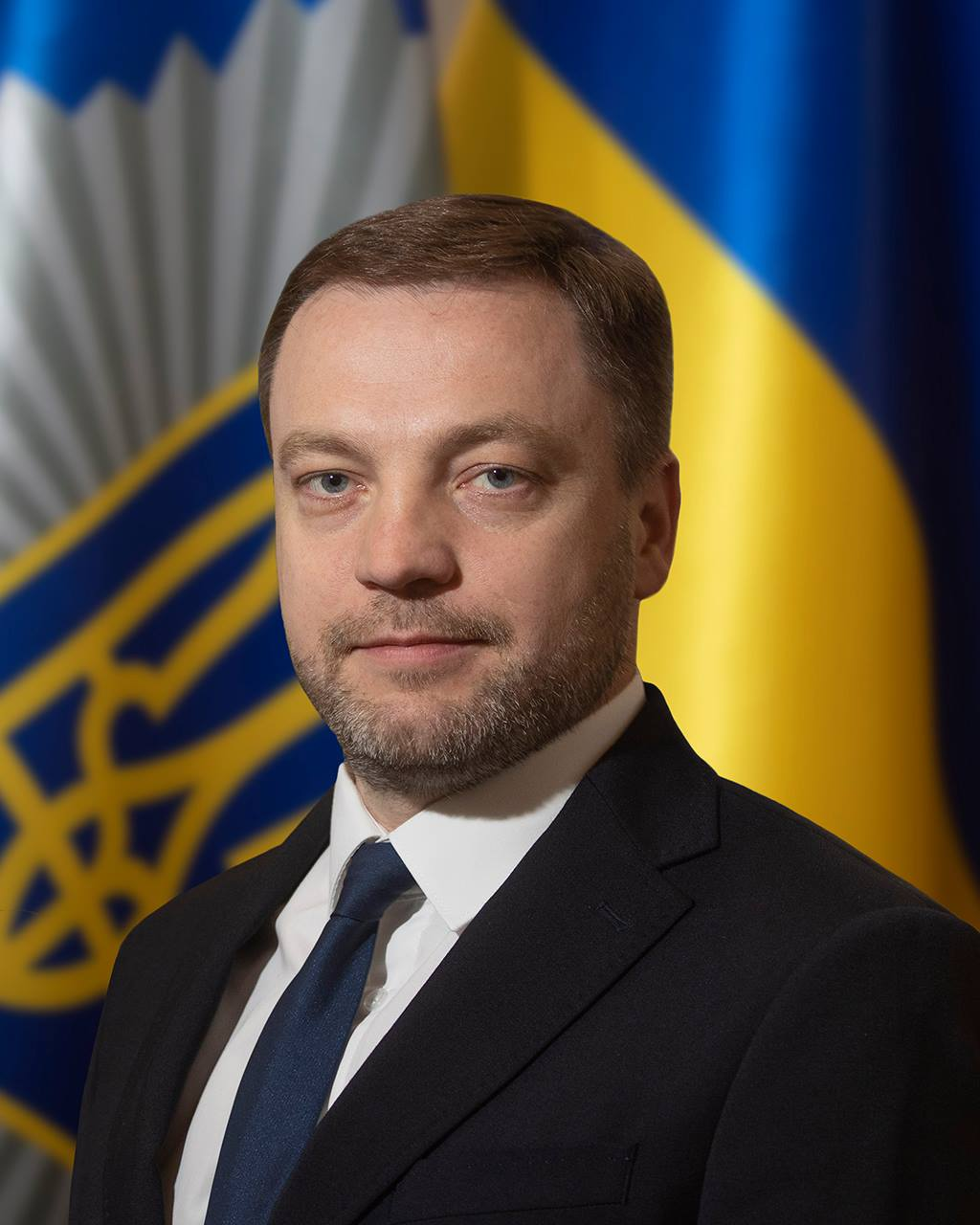
デニス・モナスティルスキー／1月18日没

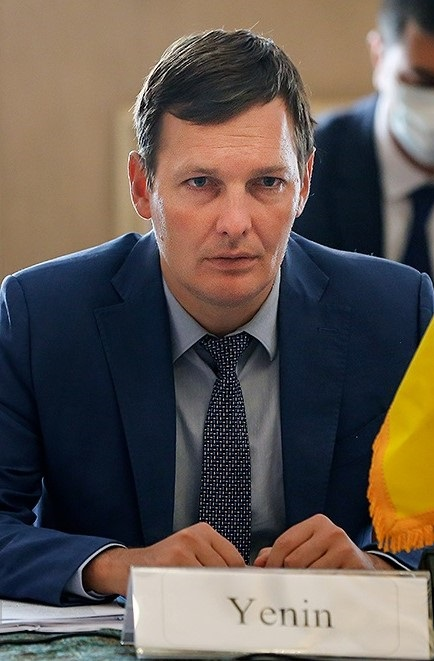
イェヴヘーン・イェニン／1月18日没

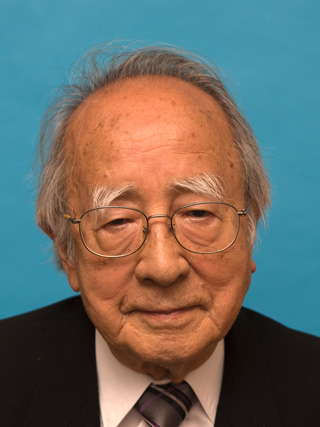
上田誠也／1月19日没

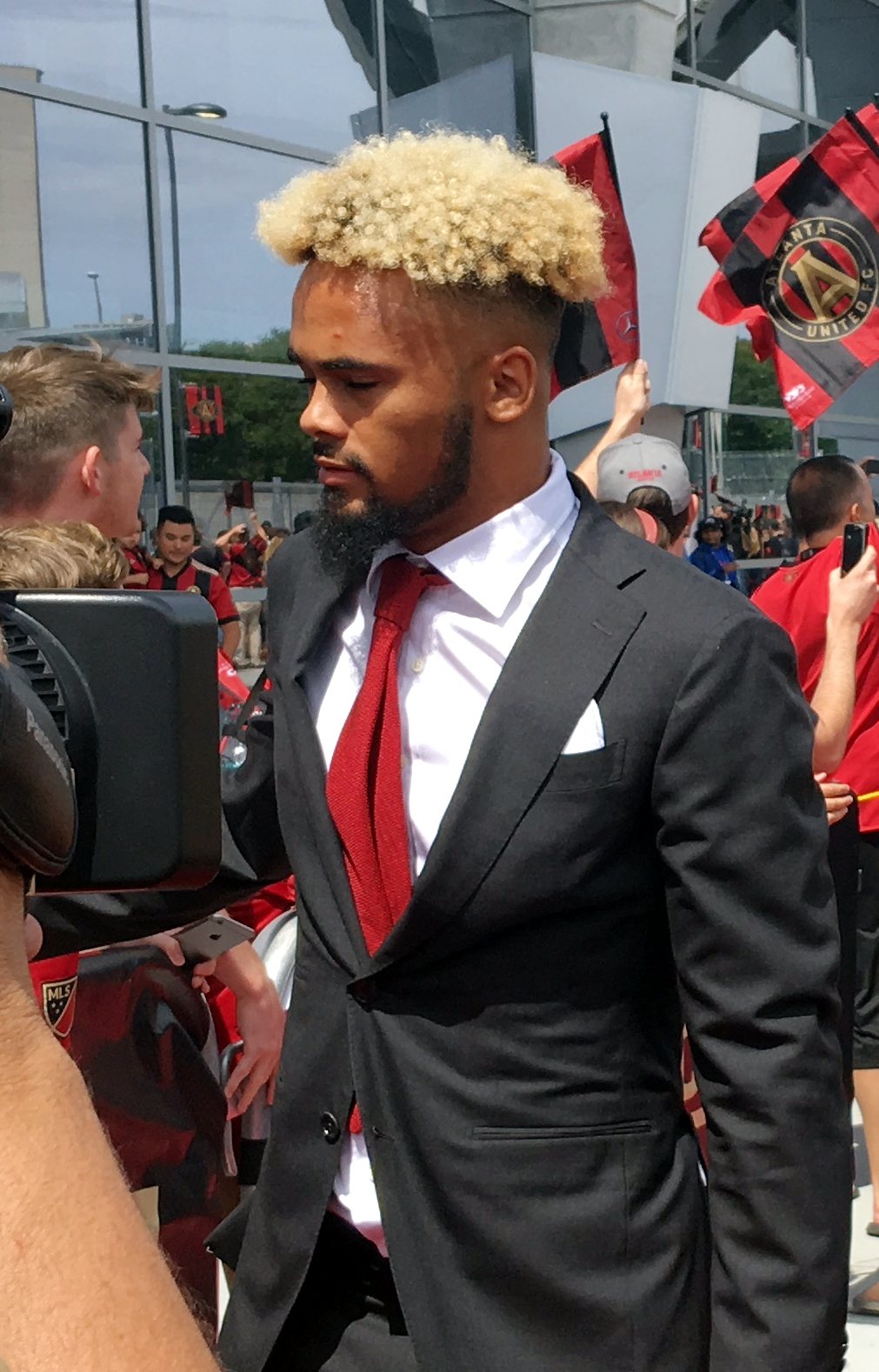
アントン・ウォークス／1月19日没

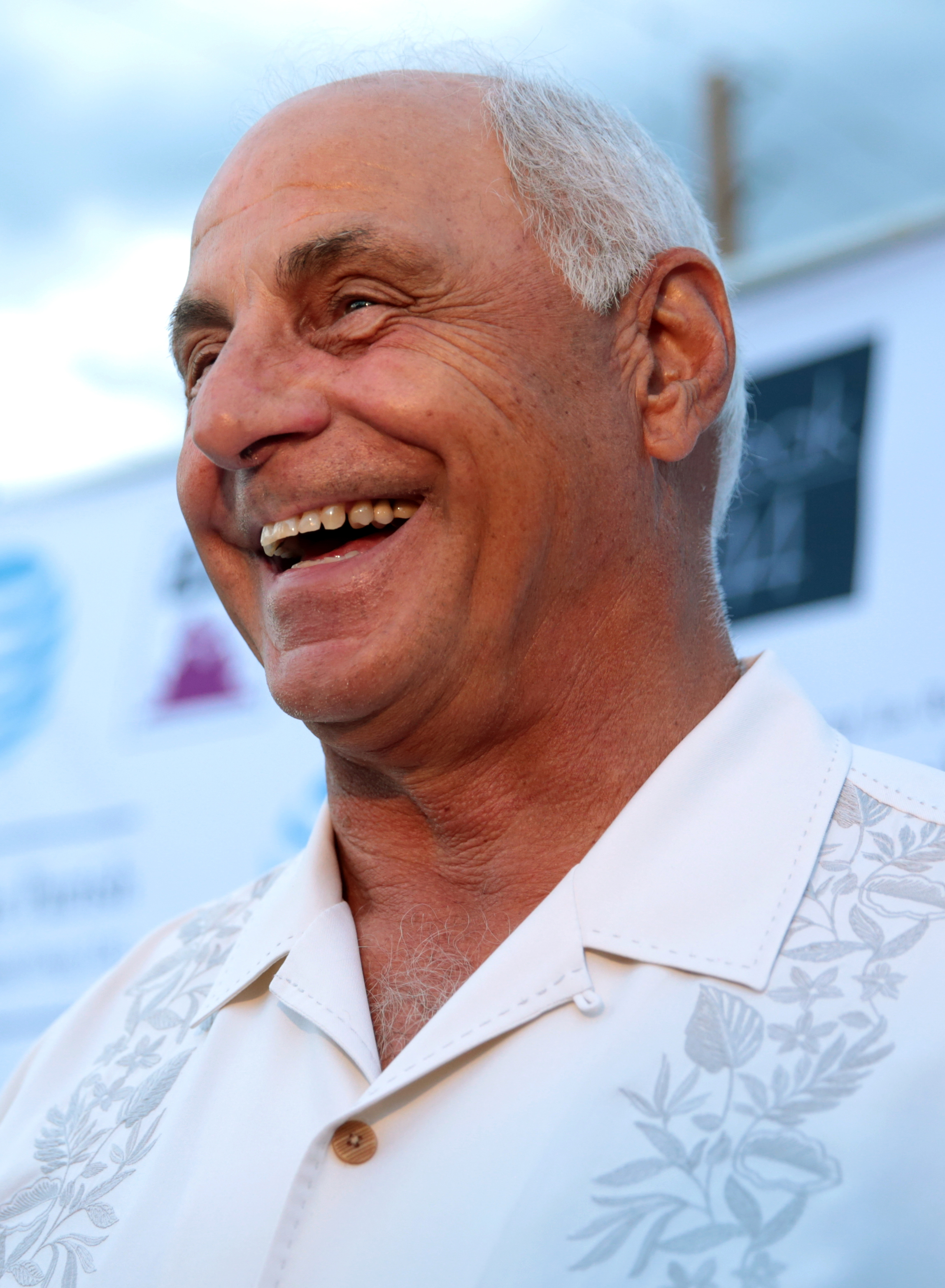
サル・バンドー／1月20日没

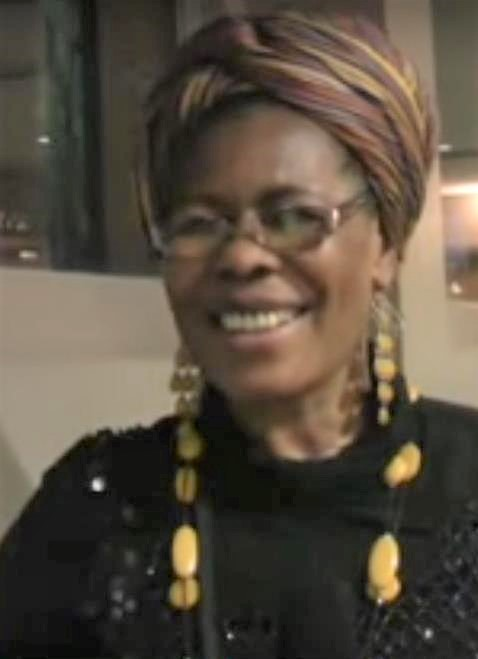
ステーラ・チウェーシェ／1月20日没

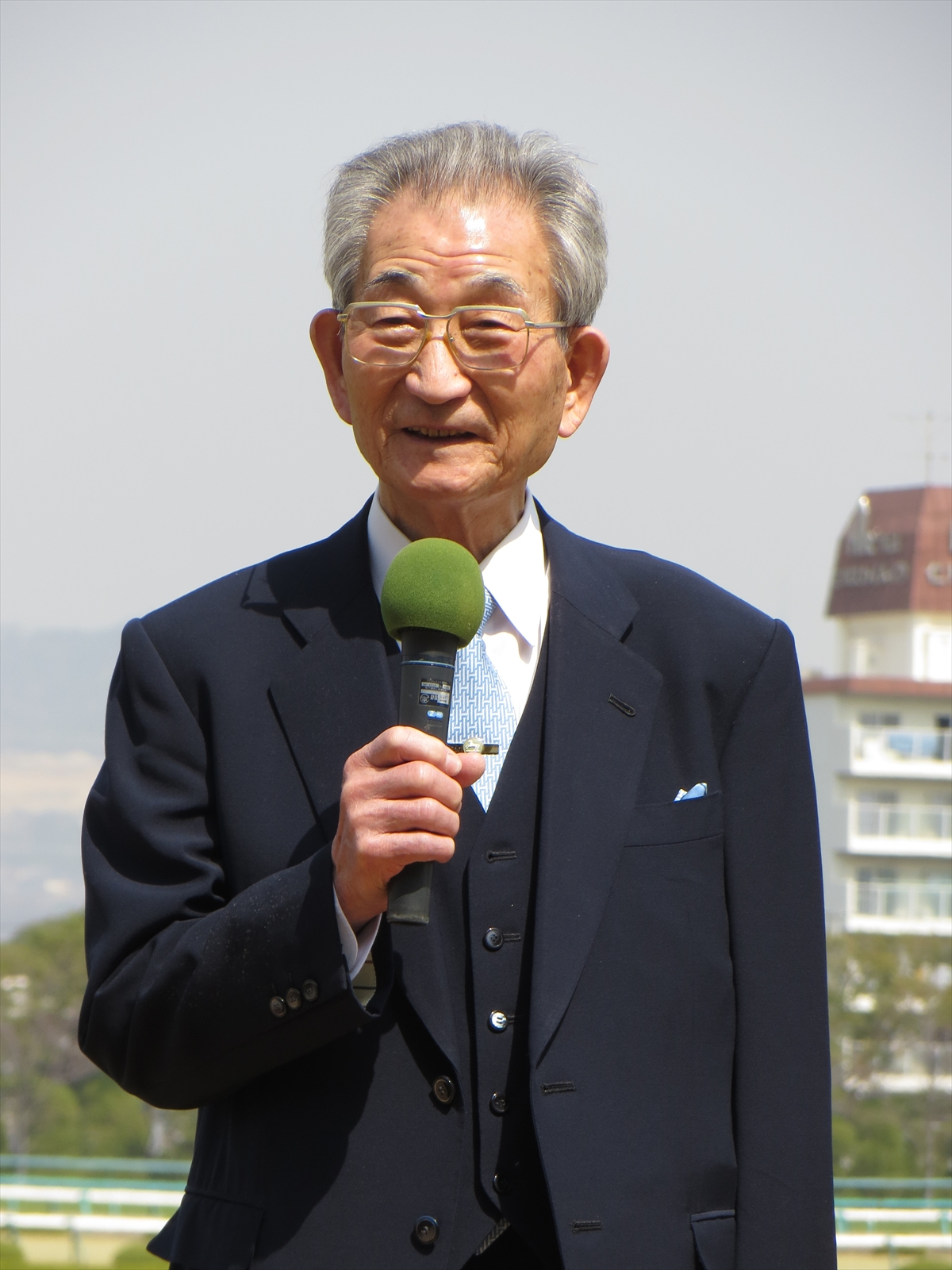
大久保正陽／1月21日没

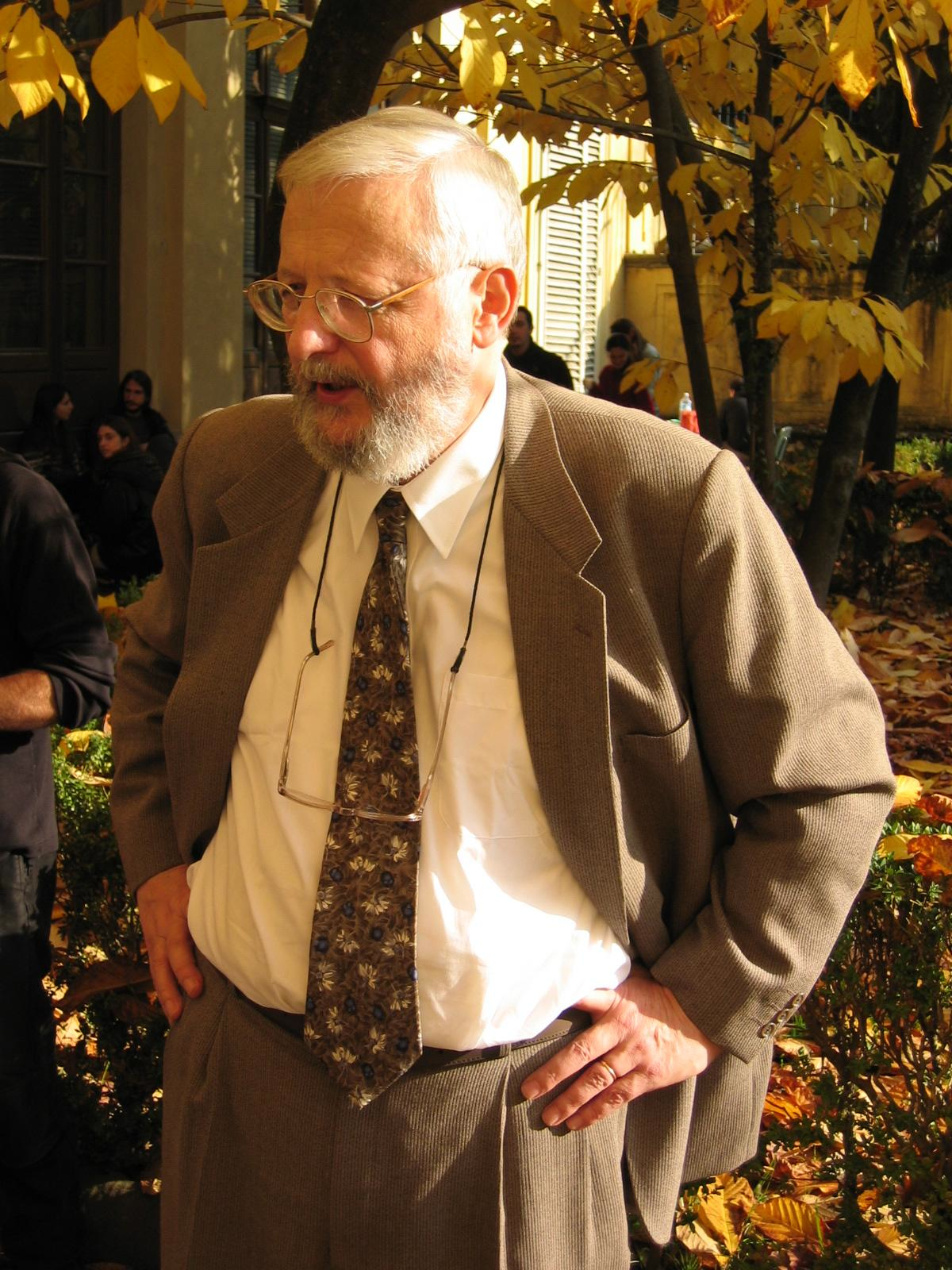
ウィリアム・ローヴェア／1月23日没

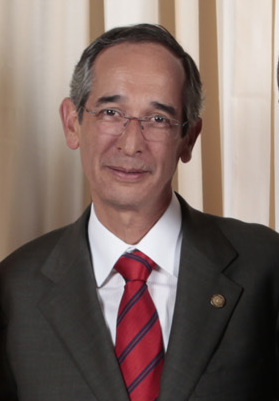
アルバロ・コロン／1月23日没

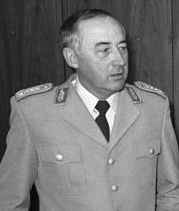
ヴォルフガング・アルテンブルク／1月25日没

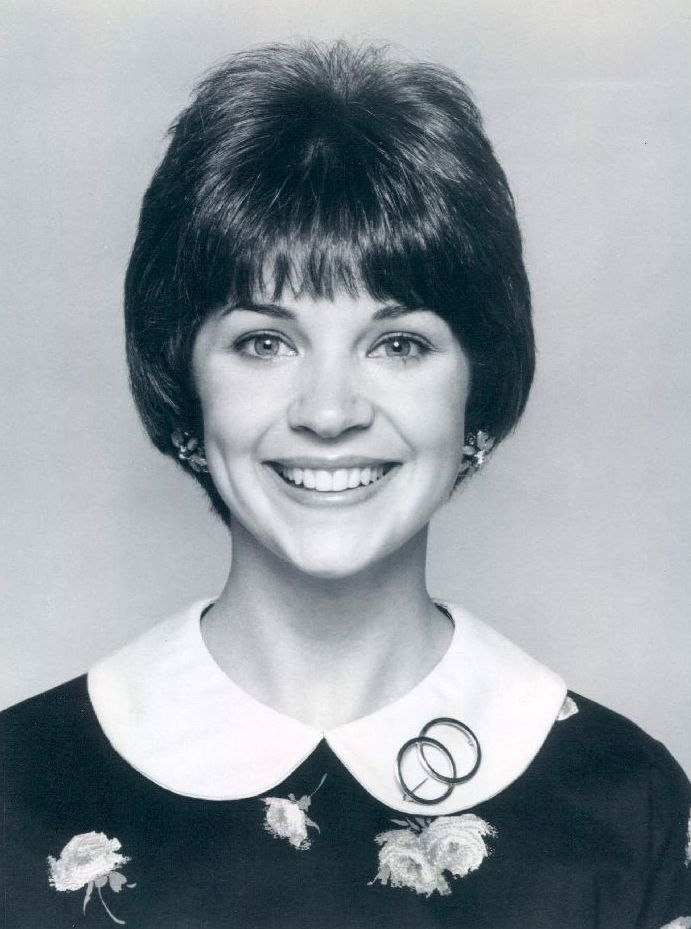
シンディ・ウィリアムズ／1月25日没

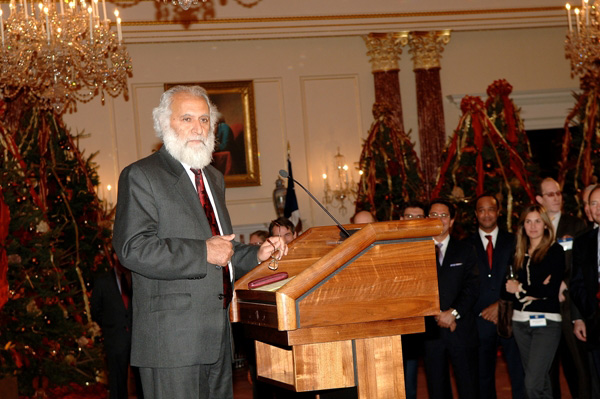
アブドゥル・ジャバル・サビト／1月26日没

永井路子／1月27日没

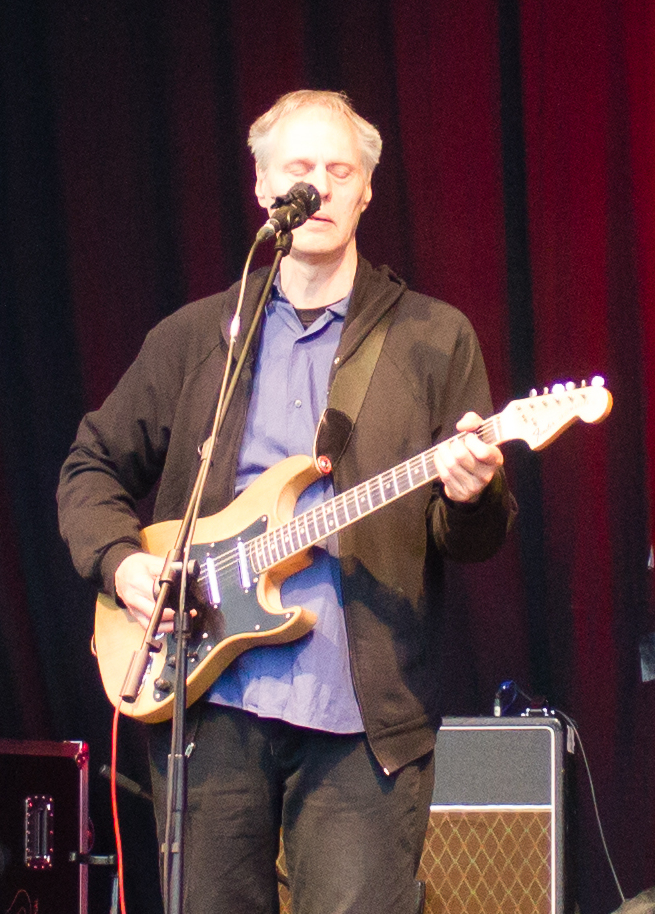
トム・ヴァーレイン／1月28日没

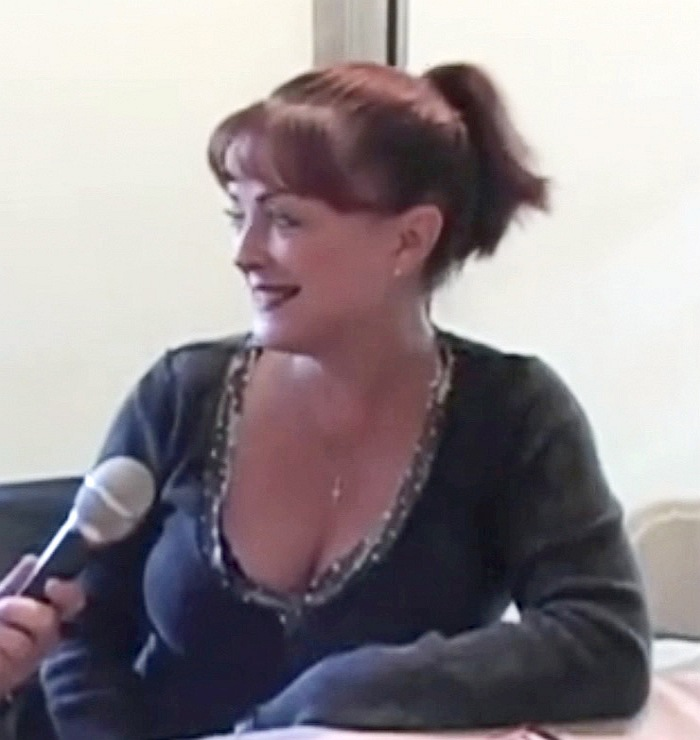
リサ・ローリング／1月28日没

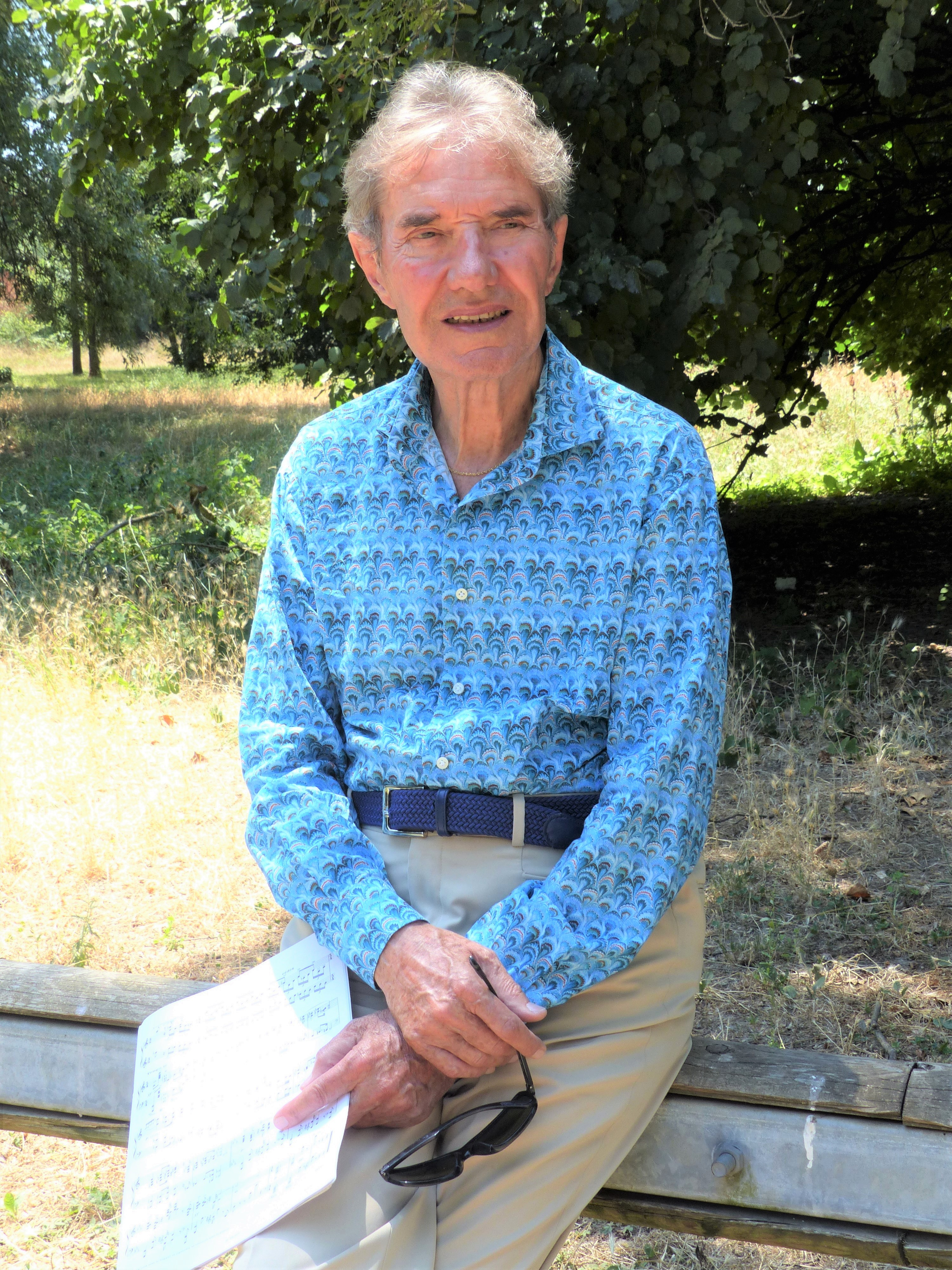
ガブリエル・タッキーノ／1月29日没

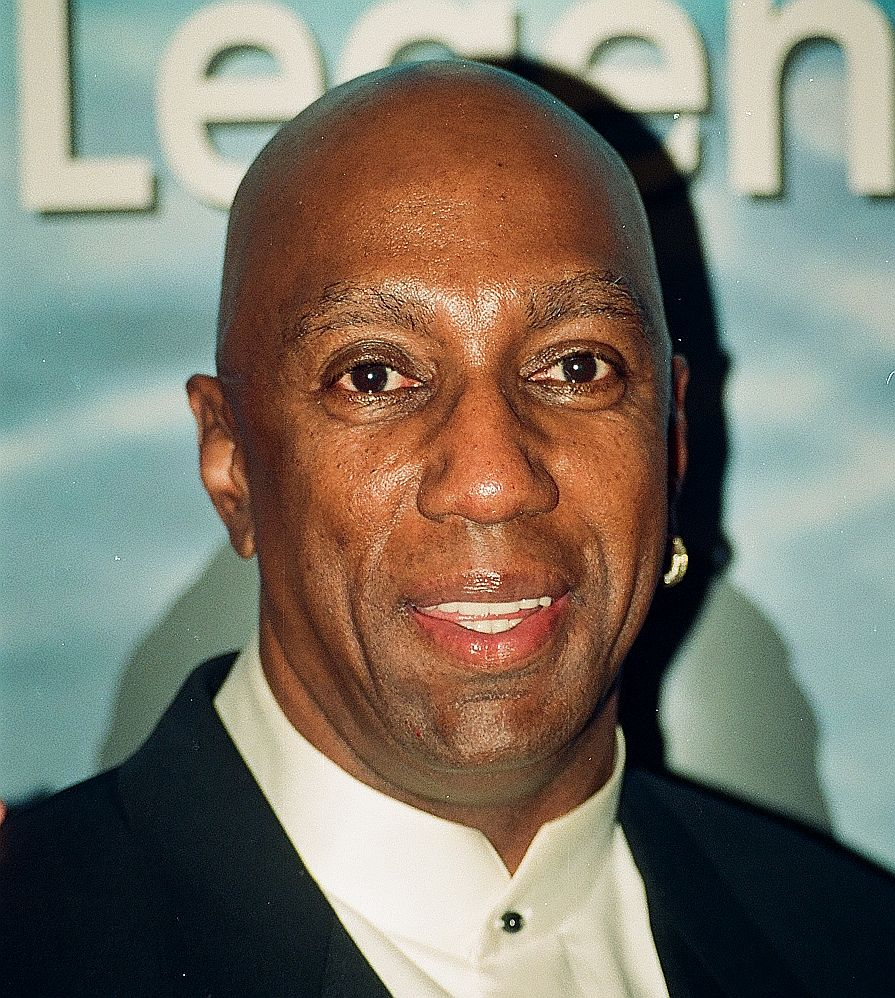
バレット・ストロング／1月29日没

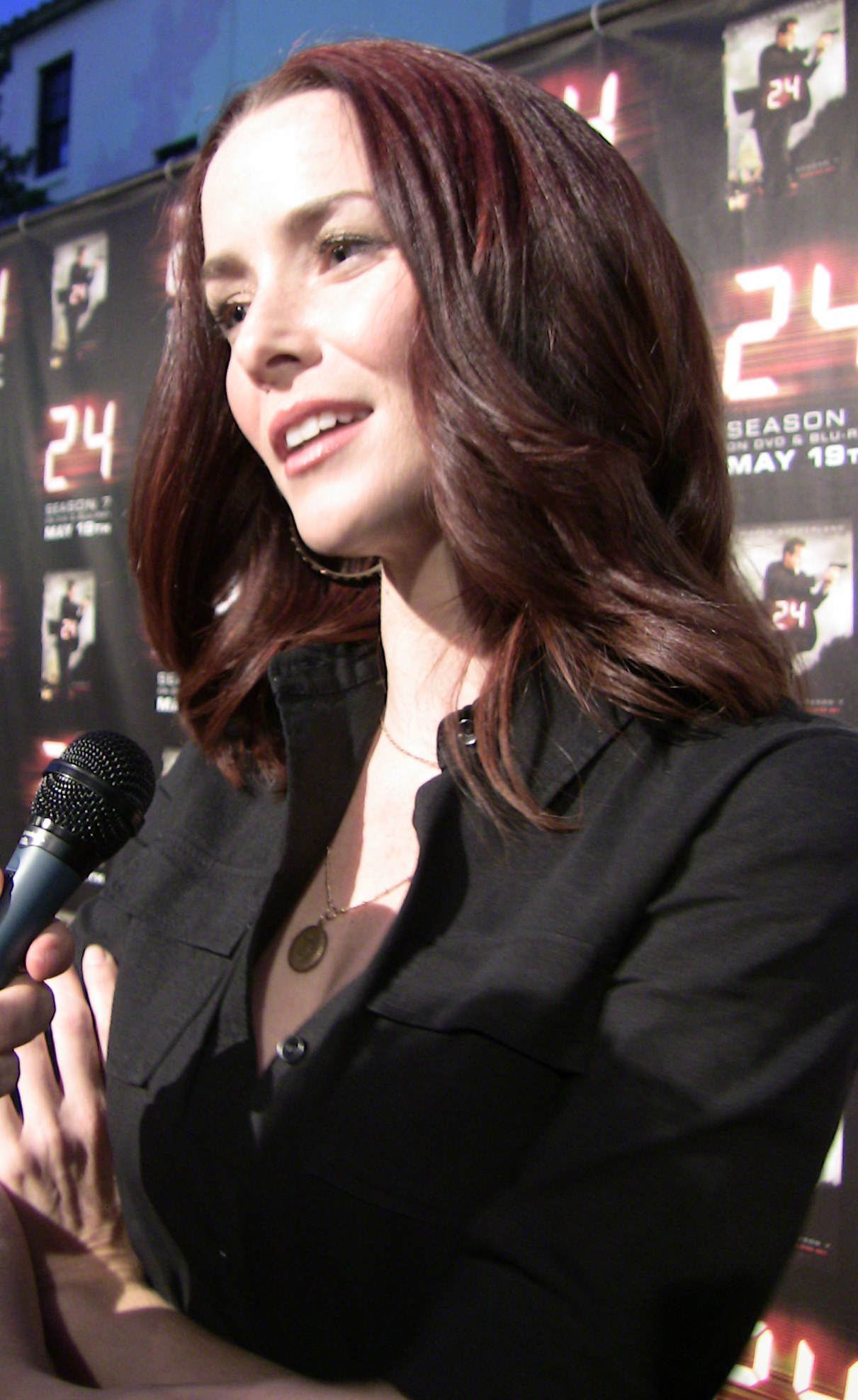
アニー・ワーシング／1月29日没

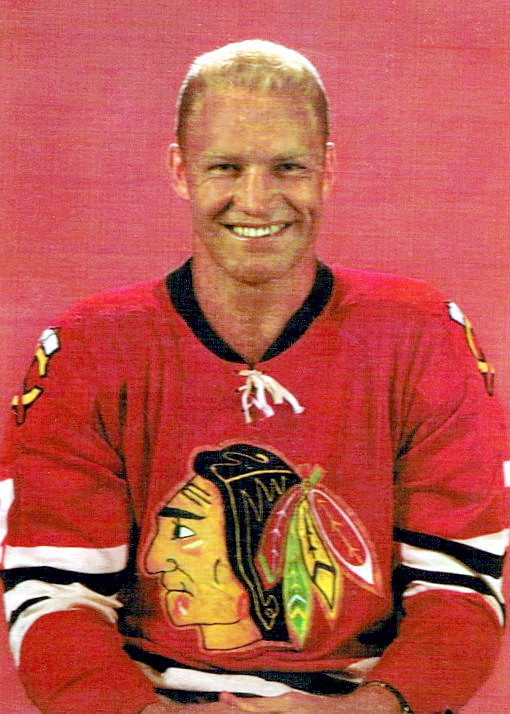
ボビー・ハル／1月30日没

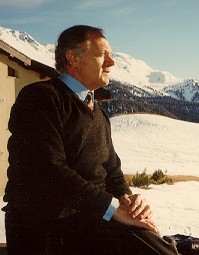
ルイジ・パシネッティ／1月31日没

- 1月16日 - 合田茂、日本の実業家、元住友重機械工業社長（* 1924年?）[241]
- 1月16日 - ジーナ・ロロブリジーダ、イタリアの女優（* 1927年）[242]
- 1月16日 - フランク・トーマス（英語版）、アメリカ合衆国の元MLB選手【ピッツバーグ・パイレーツなどに所属】（* 1929年）[243]
- 1月16日 - 前田一昭、日本の裁判官、元高松高等裁判所長官（* 1932年）[244]
- 1月16日 - 岩切達郎、日本の実業家、元宮崎交通社長（* 1936年）[245]
- 1月16日 - 池田英俊、日本の元プロ野球選手【広島カープ・広島東洋カープ所属】（* 1937年）[246]
- 1月16日 - 呉業正（中国語版）、中華人民共和国の低温物理学者（* 1937年）[247]
- 1月16日 - ヴラダス・チェシューナス（英語版）、リトアニアの元カヌースプリント選手、1972年ミュンヘンオリンピックC-2 1000m金メダリスト【旧ソ連代表】（* 1940年）[248]
- 1月16日 - ハンフリー・ナイプ、南アフリカ共和国の作家、ポルノ映画脚本家・映画監督（* 1941年）[249]
- 1月16日 - 于海、中華人民共和国の武術家、俳優（* 1942年）[250]
- 1月16日 - 郭宏安（中国語版）、中華人民共和国の翻訳家（* 1943年）[251]
- 1月16日 - アブドゥル・ラティフ・アフリディ（英語版）、パキスタンの弁護士、政治家（* 1943年）[252]
- 1月17日 - リュシル・ランドン、フランスの世界最高齢の修道女、（* 1904年）[253]
- 1月17日 - 梁晋才（中国語版）、中華人民共和国の航空宇宙工学者（* 1927年）[254]
- 1月17日 - 相川賢太郎、日本の実業家、元三菱重工業社長・会長（* 1927年）[255]
- 1月17日 - 石田穣一（ゆたかはじめ）、日本の裁判官、エッセイスト、元東京高等裁判所長官（* 1928年）[256]
- 1月17日 - ポール・ヴェキアリ、フランスの映画監督（* 1930年）[257]
- 1月17日 - 槇佐知子、日本の古典医学研究者、作家（* 1933年）[258]
- 1月17日 - 石井紫郎、日本の法学者、東京大学名誉教授（* 1935年）[259]
- 1月17日 - エドワード・R・プレスマン、アメリカ合衆国の映画プロデューサー（* 1943年）[260]
- 1月17日 - 小林守、日本の政治家、元衆議院議員【日本社会党・立憲民主党などに所属】（* 1944年）[261]
- 1月17日 - クリス・フォード（英語版）、アメリカ合衆国の元バスケットボール選手・指導者【ボストン・セルティックスなどに所属】（* 1949年）[262]
- 1月17日 - レネ・ゲイヤー、オーストラリアの歌手（* 1953年）[263]
- 1月17日 - ヴァン・コナー（英語版）、アメリカ合衆国のベーシスト、スクリーミング・トゥリーズメンバー（* 1967年）[264]
- 1月17日 - ジェイ・ブリスコ、アメリカ合衆国のプロレスラー（* 1984年）[265]
- 1月18日 - クリトゥス・ゴットヴァルト（英語版）、ドイツの作曲家、音楽学者（* 1925年）[266]
- 1月18日 - ドン・キャンバーン（英語版）、アメリカ合衆国の映画編集者（* 1929年）[267]
- 1月18日 - 鹿垣籾義、日本の実業家、農業組合理事、元全国農業協同組合連合会会長、元長崎文化放送社長（* 1929年?）[268]
- 1月18日 - 堀江正浩、日本の実業家、元ニヤクコーポレーション社長（* 1938年）[269]
- 1月18日 - デヴィッド・クロスビー、アメリカ合衆国の歌手（* 1941年）[270]
- 1月18日 - （ウクライナ非常事態庁ヘリ墜落事故での犠牲者）
  - デニス・モナスティルスキー、ウクライナの政治家、弁護士、同国内務相（* 1980年）[271]
  - イェヴヘーン・イェニン - ウクライナの外交官、弁護士、同国内務次官（* 1980年）[271]
  - ユーリー・ルブコビッチ（ウクライナ語版） - ウクライナの政治家、同国内務秘書官（* 1989年）[271]
- 1月18日（訃報発表日） - ゲイリー・スミス（英語版）、アメリカ合衆国の音楽プロデューサー（* 生年不明）[272]
- 1月19日 - 鮫島純子、日本のエッセイスト（* 1922年）[273]
- 1月19日 - 森徹郎、日本の技術者、実業家、元西部電機社長（* 1923年?）[274]
- 1月19日 - 上田誠也、日本の地球科学者、東京大学名誉教授（* 1929年）[275]
- 1月19日（訃報発表日） - 斎藤季夫、日本のアナウンサー（* 1935年）[276]
- 1月19日 - 潘金培（中国語版）、中華人民共和国の生物学者（* 1935年）[277]
- 1月19日 - 柴田親宏、日本の実業家、元東亜道路工業社長（* 1937年?）[278]
- 1月19日 - ユン・ジョンヒ（朝鮮語版）、韓国の女優（* 1944年）[279]
- 1月19日 - 目黒考二、日本の実業家、文芸評論家、競馬エッセイスト、「本の雑誌社」設立者・元社長（* 1946年）[280]
- 1月19日 - 湯畑正泰、日本の銀行家、元岐阜銀行（現十六銀行）頭取（* 1950年?）[281]
- 1月19日 - キャリン・ゴールドバーグ（英語版）、アメリカ合衆国のグラフィックデザイナー（* 1953年）[282]
- 1月19日 - ジル・ベイヤー、フランスの元フィギュアスケート選手・指導者（* 1957年）[283]
- 1月19日 - アントン・ウォークス、イングランドのサッカー選手（* 1997年）[284]
- 1月20日 - 路志正（中国語版）、中華人民共和国の中国医学者、中国中医科学院（中国語版）主任医師（* 1920年）[285]
- 1月20日 - 鄧澍（中国語版）、中華人民共和国の画家（* 1930年）[286]
- 1月20日 - 四世清元梅吉、日本の三味線奏者、清元流二代家元、人間国宝（* 1932年）[287]
- 1月20日 - 渥美克彦、日本のジャーナリスト、元朝日新聞社記者、元テレビ朝日ニュースキャスター・解説委員（* 1933年?）[288]
- 1月20日 - 方智遠（中国語版）、中華人民共和国の蔬菜園芸学者（* 1939年）[289]
- 1月20日 - サル・バンドー、アメリカ合衆国の元MLB選手・指導者【オークランド・アスレチックスなどに所属】（* 1944年）[290]
- 1月20日 - ステーラ・チウェーシェ、ジンバブエのムビラ奏者、歌手（* 1946年）[291]
- 1月21日 - 沈魁（中国語版）、中華人民共和国の外科医、中国医科大学教授（* 1919年）[292]
- 1月21日 - 大久保正陽、日本の元競馬騎手・調教師【日本中央競馬会に所属】（* 1935年）[293]
- 1月21日 - 金彦任重、在日韓国人の元プロ野球選手・指導者【南海ホークスなどに所属】（* 1936年）[294]
- 1月21日 - 趙爾康（中国語版）、中華人民共和国の俳優（* 1941年）[295]
- 1月21日 - 長谷川孝治、日本の劇作家、演出家（* 1956年）[296]
- 1月21日 - 向井政生、日本のアナウンサー、TBSテレビ所属（* 1963年）[297]
- 1月21日 - ナ・チョル（朝鮮語版）、韓国の俳優（* 1986年）[298]
- 1月21日 - 舵木まぐろ、日本のモデル、歌手（* 生年不明）[299]
- 1月22日 - ロイド・モリセット（英語版）、アメリカ合衆国の実験心理学者、テレビプロデューサー（* 1929年）[300]
- 1月22日 - マック・クリハラ、アメリカ合衆国のボクシングトレーナー（* 1932年）[301]
- 1月22日 - 上野山功一、日本の俳優（* 1933年）[302]
- 1月22日 - 小沼勝、日本の映画監督（* 1937年）[303]
- 1月22日 - 岡村雅子、日本の音楽プロデューサー（* 1945年?）[304]
- 1月22日 - アグスティ・ビリャロンガ（英語版）。スペインの映画監督（* 1953年）[305]
- 1月23日 - ユージニオ・マーティン（英語版）、スペインの映画監督、脚本家（* 1925年）[306]
- 1月23日 - 胡光鎮（中国語版）、中華人民共和国の電子工学者（* 1927年）[307]
- 1月23日 - キャロル・スローン、アメリカ合衆国の女性ジャズ歌手（* 1937年）[308]
- 1月23日 - ウィリアム・ローヴェア、アメリカ合衆国の数学者（* 1937年）[309]
- 1月23日（訃報発表日） - 大塚義治、日本の元官僚、元厚生労働事務次官、日本赤十字社名誉社長（* 1947年）[310]
- 1月23日（訃報発表日） - トップ・トップハム（英語版）、イギリスのギタリスト、元ヤードバーズメンバー（* 1947年）[311]
- 1月23日 - 川上好孝、日本の政治家、元茨城県友部町長（* 1947年?）[312]
- 1月23日 - 工藤強勝、日本のグラフィックデザイナー、専門学校 桑沢デザイン研究所所長（* 1948年）[313]
- 1月23日 - アルバロ・コロン、グアテマラの政治家、第47代大統領（* 1951年）[314]
- 1月23日（訃報発表日） - セルジュ・ラジェ（英語版）、フランスのボードゲームデザイナー（* 1956年）[315]
- 1月23日 - 権甲龍、韓国の囲碁棋士（* 1957年）[316]
- 1月23日（訃報発表日） - ドミトロ・シャルパル（ウクライナ語版）、ウクライナのフィギュアスケート選手、志願兵（* 1997年）[317]
- 1月24日 - バルクリシュナ・ドーシ（英語版）、インドの建築家（* 1927年）[318]
- 1月24日 - 唯霊（中国語版）、香港の料理評論家（* 1936年）[319]
- 1月24日 - 李釗（中国語版）、中華人民共和国の地雷技術者（* 1940年）[320]
- 1月24日（死亡確認日） - 門田博光、日本の元プロ野球選手【南海ホークス・オリックス・ブレーブス・福岡ダイエーホークス所属】（* 1948年）[321]
- 1月24日 - 中垣雅雄、日本の昆虫学者、信州大学名誉教授（* 1949年?）[322]
- 1月24日 - 燕真由美、日本の元アイドル歌手、双子デュオ・ザ・リリーズメンバー（* 1960年）[323]
- 1月24日 - ランス・カーウィン（英語版）、アメリカ合衆国の俳優（* 1960年）[324]
- 1月24日 - クマガイコウキ、日本の映像作家、脚本家、詩人、いがらしみきおのブレーン（* 1961年）[325]
- 1月25日 - 沈定庵（中国語版）、中華人民共和国の書家、篆刻家（* 1927年）[326]
- 1月25日 - ヴォルフガング・アルテンブルク、ドイツの元軍人、元NATO軍事委員会議長（* 1928年）[327]
- 1月25日 - 天沢退二郎、日本の詩人、明治学院大学名誉教授（* 1936年）[328]
- 1月25日 - 尚厚、日本の実業家、第3代尚家松山御殿当主、桃原農園会長（* 1938年）[329]
- 1月25日 - シンディ・ウィリアムズ、アメリカ合衆国の女優（* 1947年）[330]
- 1月25日（遺体発見日） - 小宮清子、日本の政治家、元千葉県議会議員（* 1951年）[331]
- 1月25日 - 高井美紀、日本のアナウンサー、毎日放送所属（* 1967年）[332]
- 1月25日 - ビラル・アル・スーダニ（英語版）、ソマリアのイスラム主義過激派活動家、アル・シャバブ・ISIL幹部（* 生年不明）[333]
- 1月26日 - 西原春夫、日本の法学者、第12代早稲田大学総長（* 1928年）[334]
- 1月26日 - エドガー・シャイン、アメリカ合衆国の心理学者（* 1928年）[335]
- 1月26日 - 板津邦夫、日本の彫刻家、北海道教育大学名誉教授（* 1931年）[336]
- 1月26日 - アッティリオ・ラビス（英語版）、フランスのバレエダンサー、振付師（* 1936年）[337]
- 1月26日 - ゲーリー・ピーターズ（英語版）、アメリカ合衆国の元MLB選手【シカゴ・ホワイトソックスなどに所属】（* 1937年）[338]
- 1月26日 - 王圩（中国語版）、中華人民共和国の光電子工学者（* 1937年）[339]
- 1月26日 - ディーン・ドートリー（英語版）、アメリカ合衆国のキーボード奏者、アトランタ・リズム・セクションメンバー（* 1946年）[340]
- 1月26日 - アブドゥル・ジャバル・サビト、アフガニスタンの政治家、元同国検事総長（* 1946年）[341]
- 1月26日 - エドゥアルド・ローバウ（英語版）、ベラルーシの政治活動家、ウクライナ志願兵（* 1988年）[342]
- 1月27日 - 楊苡（中国語版）、中華人民共和国の翻訳家（* 1919年）[343]
- 1月27日 - 永井路子、日本の編集者、歴史小説家（* 1925年）[344]。
- 1月27日 - アルフレッド・レスリー（英語版）、アメリカ合衆国の画家、映像作家（* 1927年）[345]
- 1月27日 - 李文俊（中国語版）、中華人民共和国の翻訳家（* 1930年）[346]
- 1月27日 - シルヴィア・シムズ、イギリスの女優（* 1934年）[347]
- 1月27日 - 東市郎、日本の免疫学者、北海道大学元副学長・名誉教授（* 1935年）[348]
- 1月27日 - 丁強（中国語版）、台湾の俳優（* 1936年）[349]
- 1月27日 - フロイド・スニード（英語版）、カナダのドラマー、元スリー・ドッグ・ナイトメンバー（* 1942年）[350]
- 1月27日 - グレゴリー・アレン・ハワード（英語版）、アメリカ合衆国の脚本家、映画プロデューサー（* 1952年）[351]
- 1月27日 - 松尾英治、日本の元プロ野球選手【読売ジャイアンツ所属】、ジャイアンツアカデミー副校長（* 1964年）[352]
- 1月27日 - ネクティス、日本のミニ四駆レーサー、チーム・F-Lev所属（* 1982年or1983年）[353]
- 1月28日 - 勝城蒼鳳、日本の竹細工工芸家、人間国宝（* 1934年）[354]
- 1月28日 - 田川律、日本の音楽評論家（* 1935年）[355]
- 1月28日 - 山田珠真子、日本の女優、前劇団東演代表（* 1938年）[356]
- 1月28日 - カルロ・タヴェッキオ（英語版）、イタリアの政治家、サッカー球団組織理事、元イタリアサッカー連盟会長（* 1943年）[357]
- 1月28日 - トム・ヴァーレイン、アメリカ合衆国のミュージシャン、ソングライター（* 1949年）[358]
- 1月28日 - リサ・ローリング、アメリカ合衆国の女優（* 1958年）[359]
- 1月28日 - アダマ・ニアヌ（英語版）、フランスの俳優（* 1966年）[360]
- 1月29日 - 石原信雄、日本の官僚、元内閣官房副長官（* 1926年）[361]
- 1月29日 - 田中豊蔵、日本のジャーナリスト、元朝日新聞社論説主幹（* 1933年）[362]
- 1月29日 - ガブリエル・タッキーノ、フランスのピアニスト（* 1934年）[363]
- 1月29日 - 岡村浩二、日本の元プロ野球選手【阪急ブレーブス・東映フライヤーズなどに所属】（* 1940年）[364]
- 1月29日 - バレット・ストロング、アメリカ合衆国の歌手、ソングライター（* 1941年）[365]
- 1月29日 - ロジャー・シャンク、アメリカ合衆国の計算機科学者（* 1946年）[366]
- 1月29日 - 鮎川誠、日本のロック歌手、ギタリスト、俳優、「シーナ&ザ・ロケッツ」リーダー（* 1948年）[367]
- 1月29日 - 許粹烈（朝鮮語版）、韓国の経済学者（* 1952年）[368]
- 1月29日 - アニー・ワーシング、アメリカ合衆国の女優（* 1977年）[369]
- 1月29日 - カイル・スメイン、アメリカ合衆国のスキーヤー（* 1991年）[370]
- 1月29日 - 米内山明宏、日本の演出家、ろう者、日本ろう者劇団創立者・元代表（* 1952年）[371]
- 1月30日 - ボビー・ハル、カナダの元アイスホッケー選手、アイスホッケー殿堂【シカゴ・ブラックホークスなどに所属】（* 1939年）[372]
- 1月30日 - 欧陽平凱（中国語版）、中華人民共和国の生化学者、南京工業大学（中国語版）前学長（* 1945年）[373]
- 1月30日 - エフゲニー・モギレフスキー（英語版）、ロシアのピアニスト（* 1945年）[374]
- 1月31日 - ルイジ・パシネッティ、イタリアの経済学者（* 1930年）[375]
- 1月31日 - 山口享、日本の政治家、元鳥取県議会議長（* 1934年?）[376]
- 1月31日 - チャーリー・トーマス（英語版）、アメリカ合衆国の歌手、ドリフターズメンバー（* 1937年）[377]
- 1月31日 - キム・ヨンヒ（朝鮮語版）、韓国の元バスケットボール選手、1984年ロサンゼルスオリンピック女子銀メダリスト（* 1963年）[378]